# Historia Meksyku
Historia Meksyku jako niepodległego państwa ma swój początek 24 sierpnia 1821, kiedy to po trwającej ponad 10 lat wojnie o niepodległość wojska hiszpańskie zostały pokonane przez oddziały kreolskie pod dowództwem Agustína de Iturbide, a wicekról Juan Ruiz de Apodaca musiał abdykować.
Na terenach współczesnego Meksyku istniało kilka cywilizacji prekolumbijskich, m.in. Olmekowie, Zapotekowie, Majowie, Toltekowie i najbardziej znani – Aztekowie. Ci ostatni stworzyli potężne imperium ze stolicą w Tenochtitlán, położoną w miejscu obecnego miasta Meksyk. Państwo Azteków istniało od około połowy XIII wieku do 1521 i obejmowało w szczytowym okresie potęgi znaczną część Mezoameryki.
Cywilizacja i imperium Azteków zostały zniszczone przez hiszpańskich konkwistadorów pod wodzą Hernána Cortésa w latach 1518–1521. Dzięki przebiegłości, wykorzystaniu wewnętrznych słabości państwa Azteków, przewadze uzbrojenia i dużej dozie szczęścia, stosunkowo niewielkie siły konkwistadorów, liczące ok. 600 osób, zdołały opanować imperium posiadające początkowo kilkusettysięczną armię.
Po podboju Azteków na terenie współczesnego Meksyku utworzone zostało hiszpańskie wicekrólestwo. Ogromną rolę w tym okresie odgrywał Kościół katolicki, a zwłaszcza jezuici, którzy stworzyli zręby systemu edukacji, pomocy społecznej i położyli podwaliny pod rozwój kulturalny kraju. W tym czasie doszło do wymieszania się ludności pochodzącej z Hiszpanii z miejscowymi Indianami i czarnymi niewolnikami sprowadzanymi z Afryki. Podstawą gospodarki było wówczas wydobycie srebra i rolnictwo. Władzę w państwie sprawowali rodowici Hiszpanie, z którymi silnie konkurowali urodzeni na miejscu biali, zwani Kreolami. Ludność mieszana rasowo (Metysi) i Indianie stanowili podstawową siłę roboczą i tworzyli dolne warstwy społeczeństwa.
Po wojnie o niepodległość młoda republika straciła Teksas w wyniku secesji przeprowadzonej przez amerykańskich osadników. W 1845 wybuchła wojna amerykańsko-meksykańska, która doprowadziła kraj do ruiny. Kilka lat później, w czasie rządów Benito Juáreza, Meksyk został zaatakowany przez Francję. Francuzom udało się na pewien czas opanować państwo i przekształcić je w dziedziczne cesarstwo z Maksymilianem I jako władcą. Armię republikańską pod wodzą Juáreza poparły wówczas Stany Zjednoczone. W 1866 republikanie pojmali Maksymiliana, który został rozstrzelany, a samo cesarstwo legło w gruzach.
W 1877, już po śmierci Juáreza, władzę przejął Porfirio Diaz, który sprawował dyktatorskie rządy aż do 1911, kiedy stracił władzę i udał się na wygnanie na skutek wzrastającego oporu społeczeństwa i wzrostu znaczenia opozycji. Władzę po nim objął Francisco Madero. Od tego momentu zaczęła się destabilizacja kraju, chaos polityczny i przewroty wojskowe. W międzyczasie w 1917 przyjęto nową, liberalną konstytucję, która jednak nie pomogła krajowi wyjść z kryzysu.
Po wyborze Plutarco Elíasa Callesa na prezydenta w 1923 rozpoczęła się długa era rządów Partido Revolucionario Institucional (PRI) – Partii Rewolucyjno-Instytucjonalnej, która rządziła metodami autorytarnymi praktycznie aż do wyborów prezydenckich w 2000 roku. Partia ta początkowo miała charakter lewicowo-populistyczny. Opowiadała się za reformą rolną i nacjonalizacją przemysłu, później jednak jej program coraz bardziej ewoluował w kierunku rządów technokratów i zwolenników gospodarki wolnorynkowej.
W latach 30. XX wieku Meksyk zaczął eksploatować duże zasoby ropy naftowej i w czasach prezydentury Lázaro Cárdenasa stał się ważnym eksporterem tego surowca. W czasie II wojny światowej w 1942 pod wpływem USA, Meksyk wypowiedział wojnę państwom osi i dołączył do aliantów. Wielu Meksykanów walczyło wówczas w szeregach armii amerykańskiej.
Po II wojnie światowej Meksyk przeżył kilka kryzysów gospodarczych, cały czas pozostając pod rządami PRI. Po kryzysie z 1976 PRI radykalnie zmieniła politykę gospodarczą, otwierając kraj na kapitał zagraniczny. Do władzy zaczęli dochodzić młodzi, żądni sukcesu działacze partyjni, którzy w większości zostali wykształceni w USA. W 1988 nastąpił rozłam w PRI. W wyborach prezydenckich startowało dwóch kandydatów wywodzących się z tej partii. Wybory „wygrał” w niezbyt jasnych okolicznościach oficjalny kandydat PRI Carlos Salinas de Gortari, który okazał się zręcznym politykiem. Dzięki niemu Meksyk odzyskał równowagę ekonomiczną, a w 1992 podpisał ze Stanami Zjednoczonymi i Kanadą umowę dającą początek Północnoamerykańskiemu Porozumieniu Wolnego Handlu (NAFTA).
W 1994 wybuchło powstanie kierowane przez Zapatystowską Armię Wyzwolenia Narodowego. Równolegle pojawiło się ryzyko głębokiego kryzysu gospodarczego, które zostało zażegnane szybką ekonomiczną interwencją USA i Międzynarodowego Funduszu Walutowego. Pod koniec 1997 miało miejsce drugie powstanie zapatystów, połączone z aferami korupcyjnymi, które łącznie podkopały zaufanie społeczne do rządu. PRI po raz pierwszy utraciła większość w parlamencie. W wyborach w 2000 po raz pierwszy od 1929 wygrał kandydat opozycyjnej partii Vicente Fox. Jego następcą został Felipe Calderón, który swoją kadencję rozpoczął 1 grudnia 2006.

## Meksyk w epoce prekolumbijskiej (przed 1521)

### Wczesne cywilizacje
Ameryka Środkowa i starożytny Meksyk były siedzibą jednych z najwcześniejszych i najlepiej rozwiniętych cywilizacji na zachodniej półkuli. Region ten nazywany jest często Mezoameryką, a nazwa ta odnosi się do obszaru geograficznego i kulturalnego obejmującego cywilizacje prekolumbijskie Meksyku, Belize, Kostaryki, Salwadoru, Gwatemali, Hondurasu i Nikaragui.
Istnieją dowody na to, że społeczności zbieracko-myśliwskie zamieszkiwały Mezoamerykę już ponad 15 tys. lat temu, a uprawa ziemi została tam zapoczątkowana ok. 8 tys. lat p.n.e. Pierwszą rośliną, którą uprawiano była dynia, służyła ona do wyrobu naczyń przydatnych do przechowywania wody i innych płynów. Pomiędzy rokiem 8000 a 2000 rokiem p.n.e. rolnicy z tego terenu znali już rośliny jadalne, jak kukurydza, fasola oraz dynia.

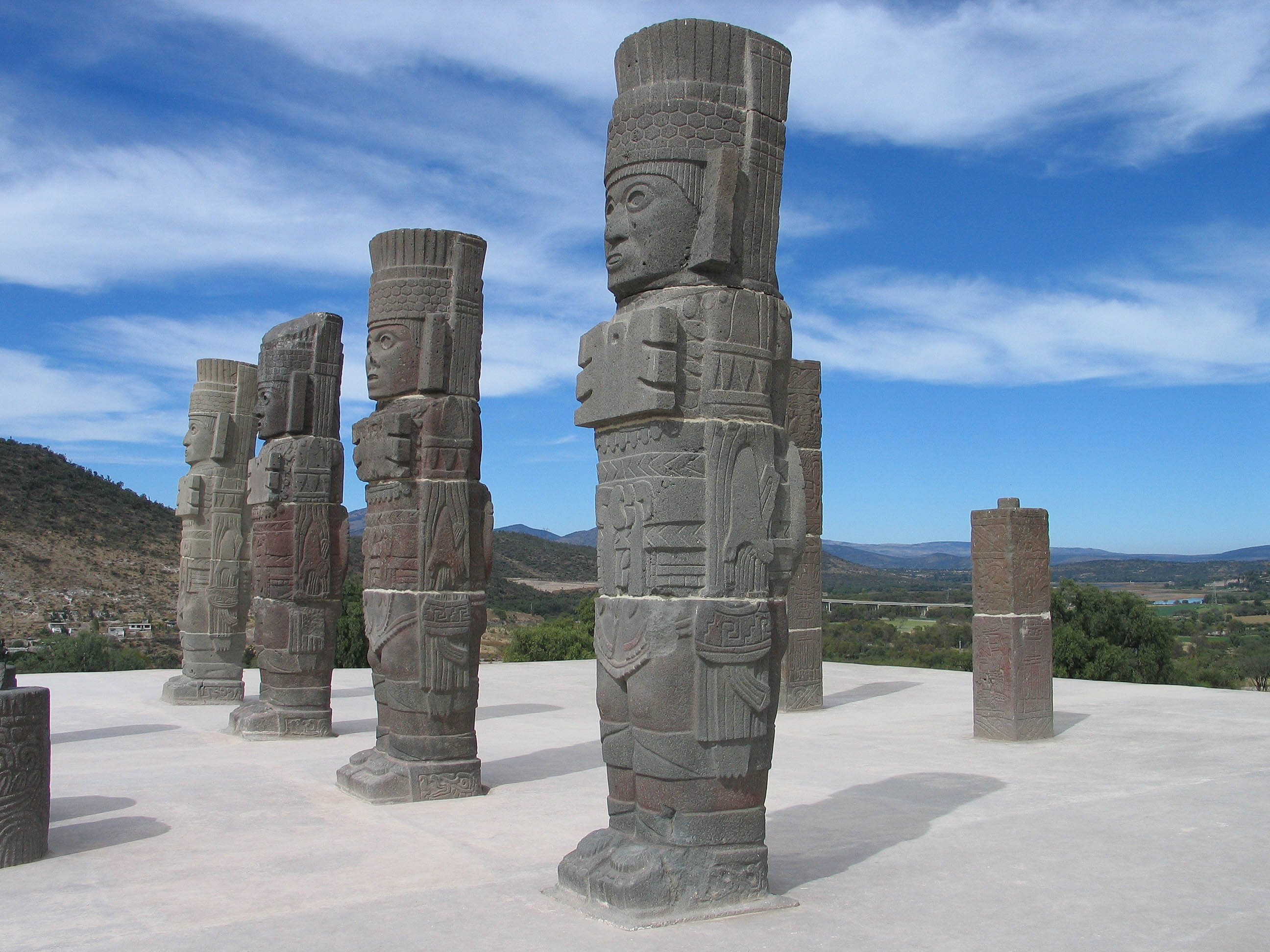
Rzeźby w Tuli

Cywilizacje mezoamerykańskie zaczęły pojawiać się około 2500 roku p.n.e. Wtedy to bowiem rolnictwo zaczęło się stawać wystarczającym źródłem żywności i mogło zaspokoić potrzeby dużych skupisk ludności. Nomadzi nie musieli poświęcać już większości czasu na poszukiwanie żywności i zaczęli zakładać pierwsze stałe osiedla. Zmiana trybu życia ze zbieracko-myśliwskiego na osiadły i rolniczy dała ludziom więcej czasu na tworzenie pierwszych przejawów kultury oraz na bardziej zaawansowane budownictwo i rozwój architektury, co z kolei umożliwiało realizację dużych prac publicznych, takich jak kanały nawadniające czy świątynie. Rozwijała się także produkcja przedmiotów zbytku, takich jak np. ozdobna ceramika, które pierwotnym kulturom nie były znane.
Pierwszą i główną cywilizacją w tym rejonie była kultura Olmeków. Rozkwitła ona pomiędzy rokiem 1500 a 600 p.n.e. na bagnistych równinach, położonych w obecnych meksykańskich stanach Tabasco i Veracruz. Wielu badaczy uważa Olmeków za pierwotne źródło dla innych kultur, które czerpały z niej rozwiązania dotyczące takich dziedzin jak: kultura, budownictwo czy religia. Wiele bóstw olmeckich zostało przejętych przez późniejsze cywilizacje mezoamerykańskie. Olmekowie słynęli w szczególności z wysoko rozwiniętej matematyki, używania kalendarza opartego na obserwacjach astronomicznych oraz wyrobu wymyślnych figurek nefrytowych. Pomiędzy rokiem 900 a 400 p.n.e. główne ośrodki tej wysoko rozwiniętej kultury zostały zniszczone.
Obecne miasto stanowe Teotihuacán położone w Dolinie Meksykańskiej około 40 km na północny wschód od obecnego miasta Meksyk stało się po upadku cywilizacji olmeckiej potężnym ośrodkiem nowego państwa. Miasto to rozkwitło jako centrum handlowe i religijne w latach od 100 do 650 n.e. Liczyło 125 tys. mieszkańców, co sytuowało je w czołówce największych metropolii ówczesnego świata. Bogactwo miasta i jego urodzajność umożliwiały jego obywatelom włączenie się w ogromne prace budowlane takie jak m.in. „Piramida Słońca”, która miała wysokość 60 m i niedużo mniejsza „Piramida Księżyca”. Wspaniały rozwój miasta skończył się wraz z rokiem 650 kiedy to zostało ono zniszczone w wyniku katastrofy naturalnej bądź obcego najazdu. Upadek „Miasta bogów” spowodował, że jego kultura oraz mieszkańcy rozproszyli się po całej Mezoameryce.

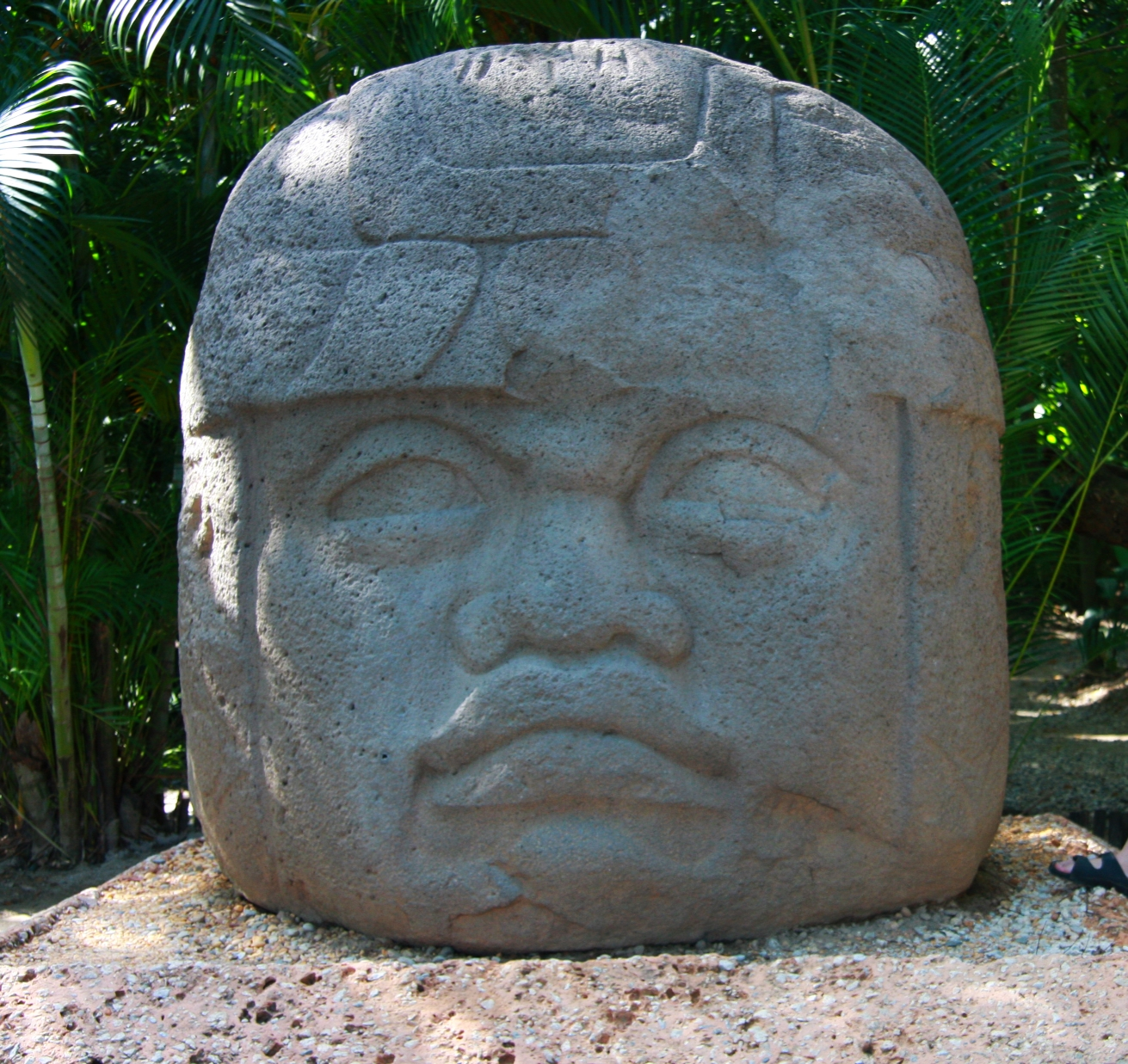
Rzeźba olmecka

Następnym wielkim ośrodkiem cywilizacyjnym było centrum religijne w Monte Alban, któremu dali początek Zapotekowie już około 500 p.n.e. Był on położony w obecnym stanie Oaxaca i stał się jednym z pierwszych konkurentów Teotihuacanu jeżeli chodzi o dominację w Mezoameryce. W szczytowym punkcie swego rozwoju miasto miało 25 tys. mieszkańców. Zapotekowie rozwinęli jeden z pierwszych systemów pisma w Ameryce, który opierał się na znakach obrazkowych (hieroglifach). Kultura ta zostawiła po sobie szereg inskrypcji na budynkach i świątyniach w Monte Albán.
Cywilizacja Majów rozkwitła w południowym Meksyku i w Ameryce Środkowej pomiędzy rokiem 300 a 900 n.e. w okresie zwanym klasycznym. Majowie budowali duże centra religijne, w skład których wchodziły boiska do gry w piłkę, domy i świątynie. Rozwinęli własny system pisma obrazkowego, mitologię, rytuały, które zostały utrwalone w inskrypcjach wyrytych i wymalowanych na kamiennych stelach. Religia Majów koncentrowała się na czczeniu wielu bogów natury. Został przez nich także opracowany kalendarz, który był jednym z najdokładniejszych w historii aż do czasu opracowania tzw. kalendarza gregoriańskiego w XVI w.
Około roku 900 n.e. ośrodki Majów w tajemniczy sposób zostały opuszczone, a sami Majowie przenieśli się na półwysep Jukatan. Po okresie klasycznym od roku 900 aż do przybycia Hiszpanów w XVI wieku ośrodki cywilizacji Majów skupiły się głównie na Jukatanie. Migracje i inwazja nowych ludów z Meksyku środkowego wywarły w tym okresie silny wpływ na ich kulturę. Głównymi miastami Majów były wtedy Chichén Itzá oraz Mayapán.

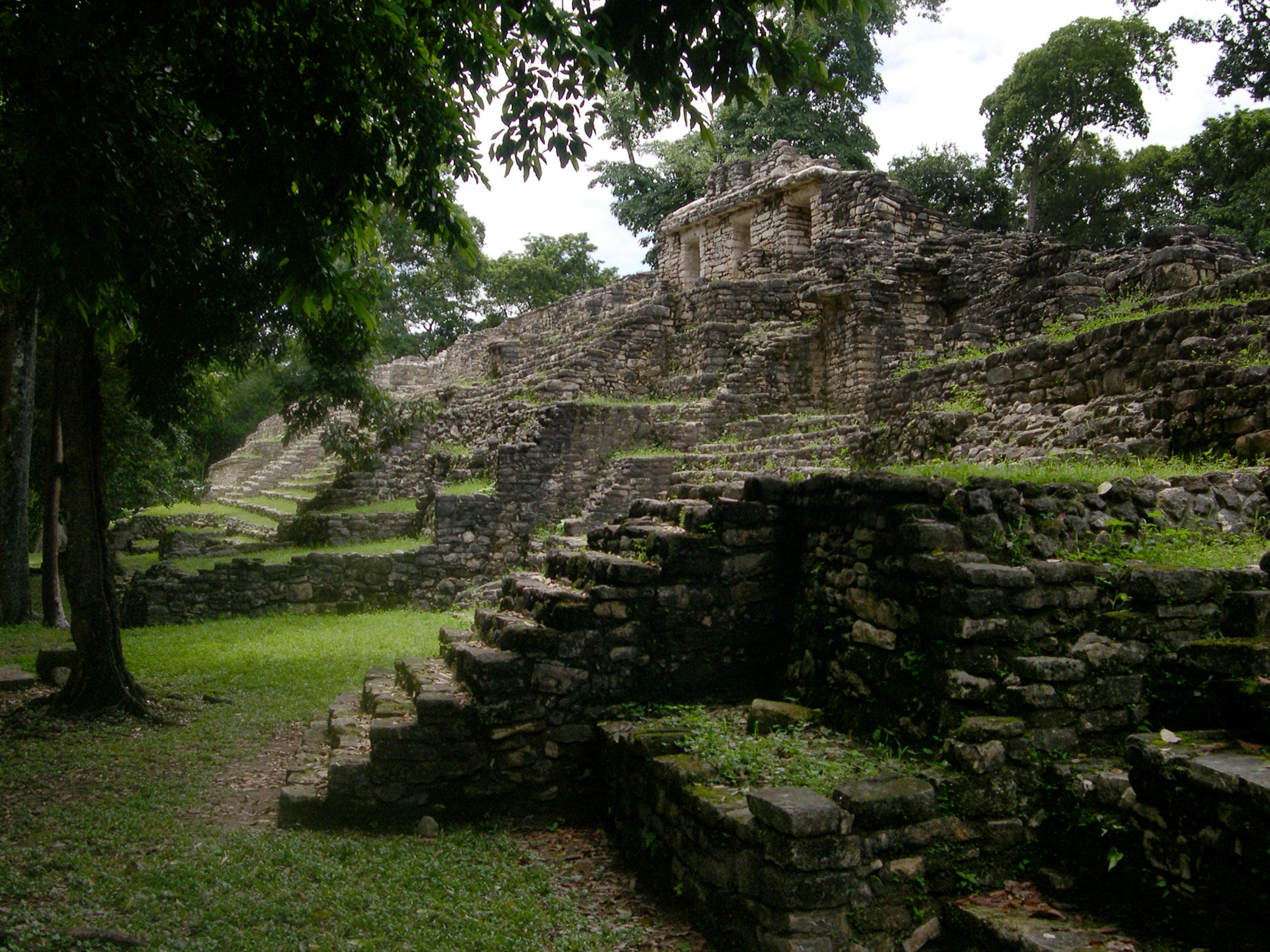
Piramidy w Yaxchilan

Toltekowie wzrośli w siłę około X wieku, są oni także pierwszą kulturą, o której posiadamy w miarę kompletne wiadomości. Ich stolica Tula, której ruiny znajdują się w pobliżu obecnego Tula de Allende (75 km na północ od miasta Meksyk), wywierała silny wpływ na prawie cały rejon środkowej Mezoameryki. Wiele z sąsiadujących z nimi plemion musiało płacić miastu trybut. Toltekowie posługujący się językiem nahuatl założyli wiele swoich osad wzdłuż północnej granicy państwa, co miało zapewniać ochronę przed wrogimi plemionami, a także umożliwić rozszerzenie areału ziemi zdatnego pod uprawę. W XII wieku wystąpiły liczne susze w środkowo-północnym regionie ich imperium, co przyczyniło się do osłabienia władzy Tolteków nad dotychczasowymi wasalami. Mieszkańcy północnych terytoriów cierpiący głód zaczęli się przemieszczać na południe, zmuszając jednocześnie Tolteków do opuszczenia Tuli. Ci Toltekowie, którzy ocaleli z tego najazdu z północy, przenieśli się na południe do Doliny Meksykańskiej, gdzie zmieszali się z dotychczas zamieszkującymi te tereny ludami.
Nie wszystkie grupy Indian amerykańskich z basenu Zatoki Meksykańskiej osiągnęły poziom „pełnej kultury” takiej jak plemiona ze środkowego i południowego Meksyku. Posuwając się coraz bardziej na północ można zauważyć wzmagającą się tendencję do nomadycznego trybu życia (z wyjątkiem tzw. „kultury Pueblo” w obecnej południowo-zachodniej części USA). Plemiona zamieszkujące tereny położone bardziej na północ były też bardziej wojownicze, co przejawiało się również w tym, że nie zostały one całkowicie ujarzmione przez Hiszpanów na niektórych terenach aż do XIX w.

### Imperium Azteków

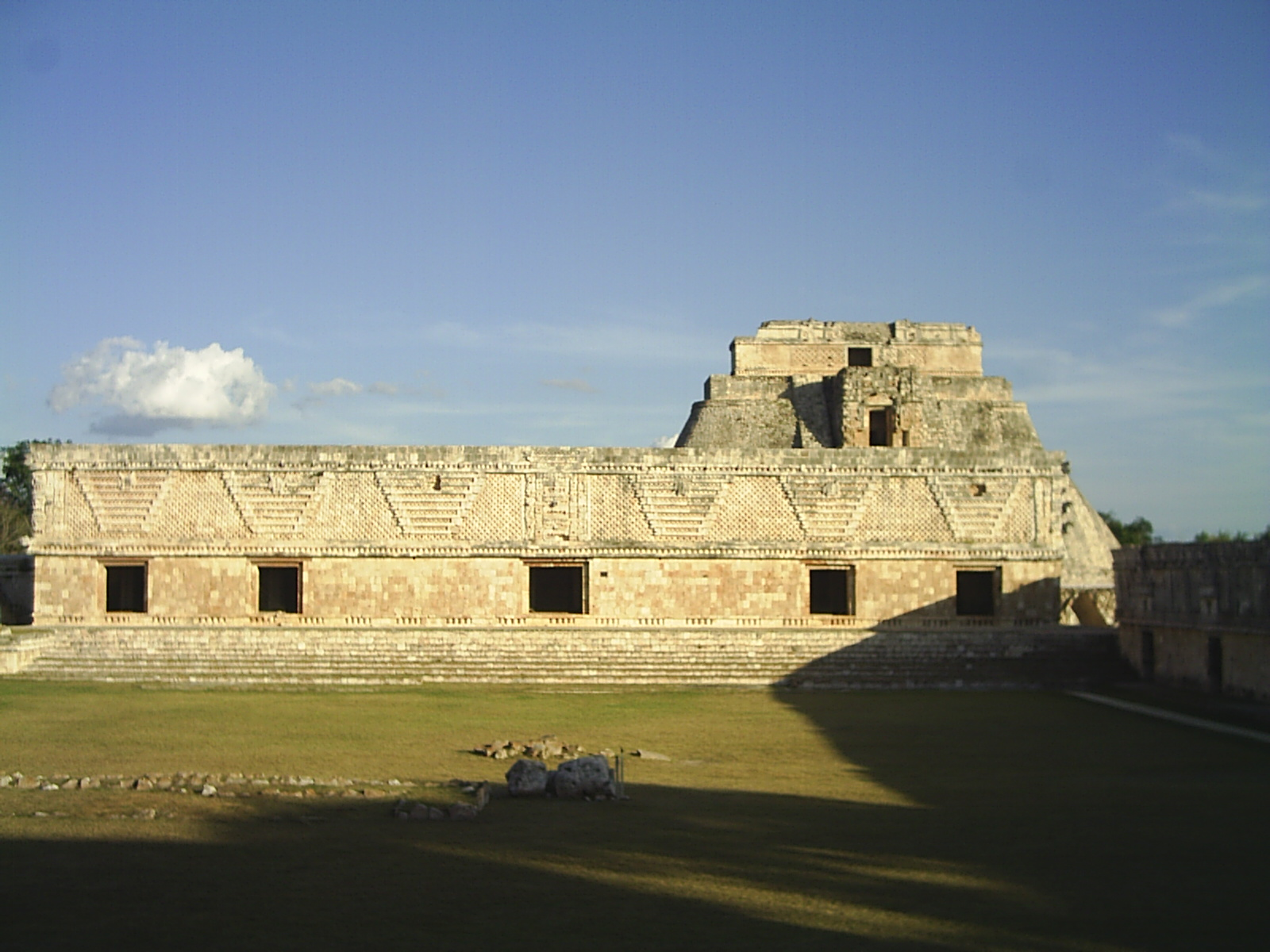
Uxmal

Po upływie stu lat od upadku cywilizacji Tolteków kilka plemion używających języka nahuatl przybyło z północy do Doliny Meksykańskiej. Największym z nich byli Mexikowie (czyt. Meszikowie), później były one określane łącznie jako Aztekowie. Plemię Mexica zdominowało pozostałe grupy i stało się główną siłą, która przyczyniła się do powstania imperium Azteków w środkowym Meksyku. Ich cywilizacja korzystała w dużej części z poprzednio już istniejących kultur, a w szczególności z dorobku Tolteków i osiągnęła wysoki poziom rozwoju kulturalnego i gospodarczego.
Kiedy Aztekowie przybyli do Doliny Meksykańskiej (około połowy XIII w.) zastali już tam potężne plemiona, które zażądały od nowych przybyszów daniny na swoją rzecz. Sami zaś Aztekowie zostali zmuszeni do osiedlenia się na bagnistym terenie na zachód od jeziora Texcoco, jedynym suchym kawałkiem lądu była tam wówczas mała wysepka otoczona jedynie przez olbrzymie moczary. Według legendy Aztekowie założyli swoje osiedle w miejscu, gdzie ujrzeli orła siedzącego na kaktusie z wężem w szponach (orzeł ten widnieje obecnie w godle i na fladze współczesnego Meksyku).

#### Tenochtitlán

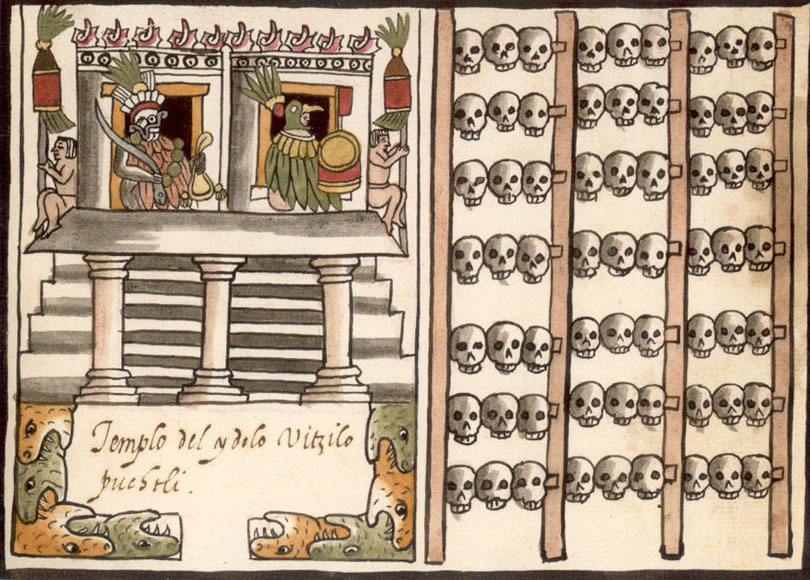
Azteckie tzompantli – poświęcone bogu Huitzilopochtli.

Z biegiem czasu Aztekowie stali się liczniejsi i zaczęli formować zręby organizacji wojskowej oraz władzy politycznej. Ich osiedle położone na wyspie znane jako Tenochtitlán rozrosło się z małej wioski złożonej z chat w duże miasto, w skład którego wchodziły liczne kamienne świątynie oraz domy. Tenochtitlán stał się stolicą państwa oraz centrum handlu i ważnym ośrodkiem wojskowym w całym regionie. Szacuje się, że w czasach hiszpańskiej inwazji metropolia ta była jedną z największych na świecie, a jego populacja mogła wynosić 200 tys. mieszkańców.
Siła wojskowa Tenochtitlánu rosła i w czasie rządów jednego z władców azteckich – Itzcoatla Aztekowie zdołali narzucić swoją władzę całej Dolinie Meksyku. W XV wieku stali się największą potęgą w środkowym i południowym Meksyku.
Struktura polityczna państwa azteckiego obejmowała tereny sięgające daleko poza granice samego Tenochtitlánu i opierała się na potrójnym przymierzu pomiędzy miastami-państwami Tenochtitlánu, Texcoco i Tlacopanu. Sojusz ten powstał w połowie XV wieku i został wkrótce zdominowany przez Azteków. Seria licznych kampanii wojskowych rozszerzyła granice imperium azteckiego oraz jego wpływy wszerz całej Mezoameryki. Niedługo przed hiszpańskim najazdem, Tenochtitlán kontrolował obszar sięgający od wybrzeża Pacyfiku do Zatoki Meksykańskiej, a na południu do współczesnej granicy Gwatemali z kilkoma obszarami, których Aztekowie nie zdołali podbić czy zdominować. Przy czym przez cały okres trwania państwa azteckiego jego armia nie podbijała sąsiednich plemion a jedynie narzucała im swoje zwierzchnictwo i zmuszała do płacenia danin. Ze względu na opór licznych plemion wobec azteckiego panowania Hiszpanie mogli później sprzymierzyć się z licznymi grupami Indian, które pomogły im pokonać Azteków.

#### Religia

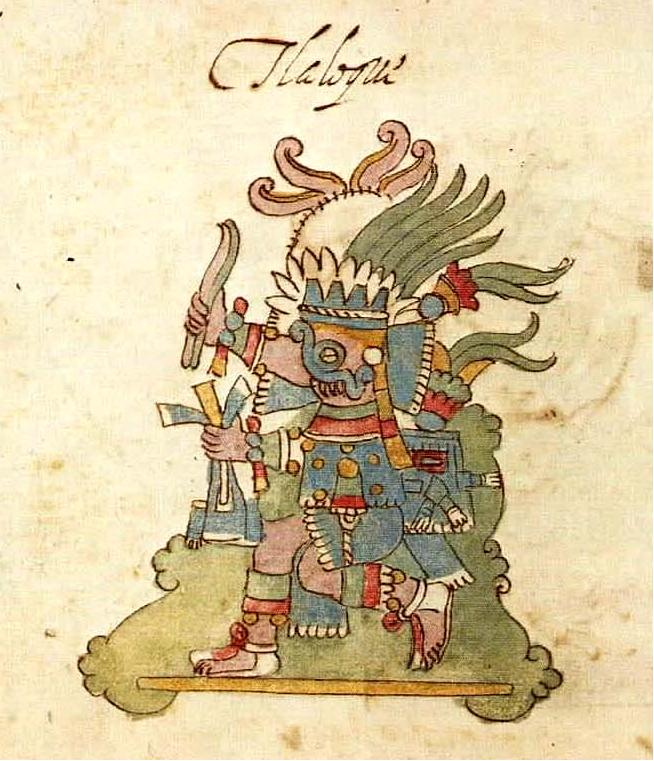
Tlaloc – aztecki bóg deszczu i urodzaju.

Jako społeczeństwo rolników, cywilizacja Azteków z wielkim szacunkiem odnosiła się do sił przyrody. Mitologia Azteków była pełna bogów reprezentujących ziemię, deszcz czy słońce. Czczenie tych licznych bóstw odbywało się poprzez rytuały, których głównym punktem był akt poświęcenia się bogom przez człowieka. Zgodnie z wierzeniami azteckimi słońce, aby darzyć ziemię swoim ciepłem, potrzebowało codziennej ofiary, by upewnić się, że następnego dnia również wyjdzie zza horyzontu.
Azteccy kapłani składali swoim bogom ludzkie serca i krew pochodzące z zabitych w tym celu ofiar – najczęściej jeńców wojennych, którzy w tym celu byli spędzani każdego dnia na szczyty ofiarnych piramid, na których odbywały się te wstrząsające akty. Potrzeba zdobycia wielu jeńców była jednym z czynników, które popychały Azteków do ciągłych wojen i podbojów nowych terytoriów (według niektórych badaczy liczba uroczystości w czasie których dokonywano ofiar nie była tak duża i sięgała maksymalnie osiemnastu rocznie).
Ważną częścią azteckiej religii był także kult opierzonego węża Quetzalcoatla, boga wiary i wiedzy. Zgodnie z azteckimi wierzeniami, Quetzalcoatl został oszukany i zhańbiony przez innego boga Tezcatlipocę i w wyniku tego udał się na wschód. Przy czym obiecał, że powróci i zniszczy wszystkich, którzy czczą jego wrogów. Na początku XVI w. przybycie Hiszpanów spowodowało ożywienie tego mitu i Aztekowie wierzyli, że oto przybył Quetzalcoatl po to aby dokonać zemsty. Gdy Indianie przekonali się, że najeźdźcy nie są bogami, przepowiednie o zniszczeniu i zagładzie nadchodzących ze wschodu stały się dziwnym zrządzeniem losu samospełniającym się proroctwem.

## Podbój hiszpański

### Pierwsze kontakty

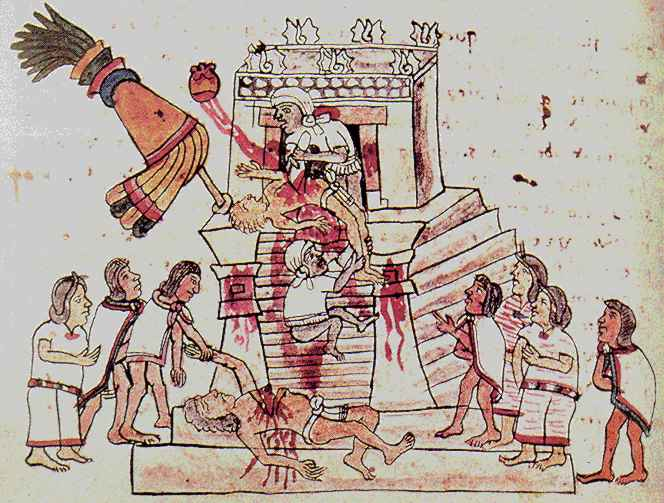
Ofiara składana przez Azteków

Hiszpański najazd na imperium azteckie stanowi drugą fazę hiszpańskiego podboju Nowego Świata. W pierwszym etapie doszło do utworzenia stałych osiedli w rejonie Morza Karaibskiego, łącznie z miastem Santo Domingo i osiedlami na Kubie. Ta nowo utworzona baza na wyspach karaibskich stała się punktem, z którego wyruszały przyszłe wyprawy na kontynent południowoamerykański oraz miejscem, z którego można było dostarczyć posiłki i zaopatrzenie dla hiszpańskich wojsk kolonialnych znajdujących się na stałym lądzie.
Pierwszy gubernator Kuby, Diego Velázquez de Cuéllar, na początku XVI w. ufundował środki na odbycie trzech ekspedycji, których celem miało być zbadanie Zatoki Meksykańskiej. Pierwsza z nich dowodzona przez Francisco Hernándeza de Córdobę wyruszyła z Kuby w 1517 i operowała na nienakreślonym dotychczas na mapach obszarze wzdłuż Jukatanu. Gdy hiszpańscy żołnierze z tej wyprawy w poszukiwaniu wody i żywności lądowali na brzegu, często musieli angażować się w walki z wojownikami z plemienia Majów. Doszło wówczas do bitwy pod Champoton (obecnie stan Campeche), w której ponad połowa Hiszpanów została wybita. Mimo że ekspedycja ta zakończyła się niepowodzeniem to dostarczyła ona bardziej szczegółowej wiedzy o dotychczas mało znanych terenach, a także o mieszkańcach tych ziem. Dała też duży impuls do dalszych wypraw w ten rejon.
W 1518 Velázquez wysłał następną ekspedycję, tym razem pod dowództwem swego bratanka Juana de Grijalvy. Hiszpanie powrócili do Champoton gdzie pomścili poprzednio odniesioną klęskę i zmusili Majów do powrotu w głąb lądu po trzech dniach zaciętej walki. Wyprawa kontynuowała nadal penetrowanie wybrzeża Zatoki Meksykańskiej. Spotkano wtedy przyjaźnie nastawione plemiona indiańskie, które dostarczyły informacji o istnieniu potężnego imperium na zachodzie. Hiszpanie nie zdawali sobie sprawy, że właśnie sięgnęli do zewnętrznych granic azteckiego państwa.
Władca Azteków Montezuma II otrzymywał sprawozdania o hiszpańskich poszukiwaczach, a także o bitwie pod Champoton. Nakazał swoim poddanym aby powitali nieznajomych przybyszów oraz zaoferowali im wspaniałe prezenty w złocie i kamieniach szlachetnych, a następnie nakazali opuszczenie ich ziemi. Montezuma zastanawiał się także, czy Hiszpanie nie są przypadkiem wysłannikami rozzłoszczonego Quetzalcoatla.

### Ekspedycja Cortésa

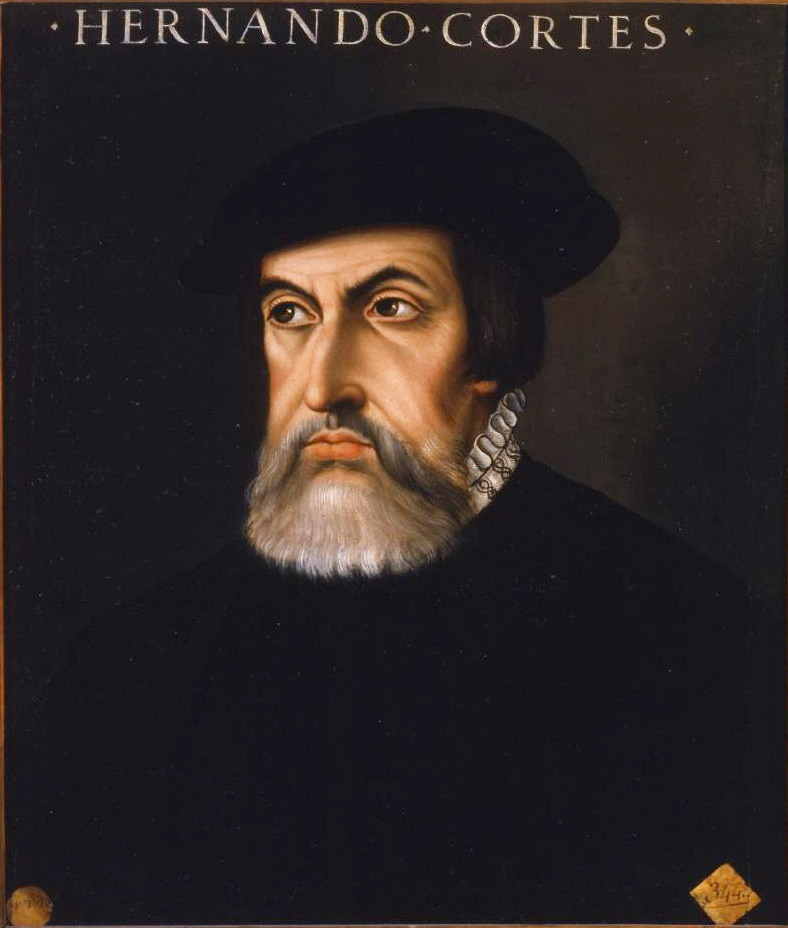
Hernán Cortés

Grijalva powrócił na Kubę i zdał Velazquezowi relację z opowiadań o potężnym i bogatym państwie położonym w głębi lądu. Te wieści ponagliły gubernatora do wysłania kolejnej już ekspedycji pod dowództwem Hernána Cortésa.
Gdy, mianowany właśnie admirałem Cortés zaczął przygotowywać statki i ludzi na wyprawę zaczęły się podnosić głosy, że nie jest on właściwym człowiekiem do poprowadzenia ekspedycji.
Cortés przemocą zagarnął dwanaście okrętów, choć na wyprawę przewidziane były tylko dwa. Ponadto zwerbował wielu żołnierzy gubernatora. Velázquez postanowił odwołać go ze stanowiska. Cortés jednak nic sobie nie robił z rozkazów gubernatora i mimo tego, że został już formalnie pozbawiony dowodzenia, postanowił wypłynąć w lutym 1519 razem z 566 żołnierzami, 110 marynarzami i 200 Indianami, służącymi za tragarzy. Cortés miał też 14 armat, 13 arkebuzów oraz konie. Po drodze uczestnicy wyprawy grabili faktorie handlowe w celu uzupełnienia zapasów. Dokonali też aktu piractwa, zajmując bezprawnie jeden statek handlowy.
Na półwyspie Jukatan wyprawa napotkała rozbitka Jeronimo de Aguilara, który był przetrzymywany przez Majów jako więzień od 8 lat. Okazał się on cenną pomocą dla Hiszpanów, w szczególności jako tłumacz języka Majów.
Dalej Cortés popłynął na zachód wzdłuż wybrzeży Jukatanu. Przyszło mu stoczyć bitwę z plemieniem Tabasków u ujścia rzeki Grijalva. Wtedy to wyszło na jaw jak cenną bronią w starciach z Indianami są konie, z powodu których wielu wojowników tabaskańskich opuściło w popłochu pole bitwy. Pokonawszy Indian Cortés zaproponował ich królowi pokój. Jako daninę otrzymał od niego między innymi kobiety, wśród których była Malintzin. Została ona nałożnicą i tłumaczką Cortésa.
Po bitwie ekspedycja udała się na północ w poszukiwaniu dobrego miejsca dla zakotwiczenia statków. Po znalezieniu odpowiedniej zatoki założono na jej wybrzeżu miasto o nazwie La Villa Rica de la Cruz (obecnie miasto Veracruz). Następnie Cortés zorganizował zarząd miasta i ogłosił władzę gubernatora Velazqueza oraz monarchy hiszpańskiego nad nowymi terytoriami.
Dowiedziawszy się od miejscowych Indian o bogactwie Azteków postanowił wysłać do ich władcy gońców i poinformować go o zamiarze przybycia do jego stolicy. W odpowiedzi Montezuma II, do którego dotarły wieści o rogromieniu Tabasków przez „białego wodza z brodą”, podejrzewając, że Cortés jest wcieleniem boga Quetzalcoatla, postanowił wysłać do niego bogate podarunki (do ich przeniesienia potrzeba było 100 tragarzy), zakazując jednocześnie wstępu do Tenochtitlán. Dary władcy Azteków przyniosły efekt odwrotny do zamierzonego. Konkwistadorzy nabrali przekonania, że u Azteków znajdą legendarną krainę El Dorado.
Coraz lepiej orientując się w sytuacji politycznej, Cortés sprzymierzył się z Totonakami, jednym z ludów ciemiężonych przez Azteków. Podczas pobytu w ich stolicy, Zempoali część oficerów Cortésa, przerażona jego planami zbuntowała się. Admirał zdusił bunt w zarodku, skazując na śmierć jego prowodyrów. Polecił także spalić wszystkie statki, co miało zniechęcić jego ludzi do dezercji i ucieczek.

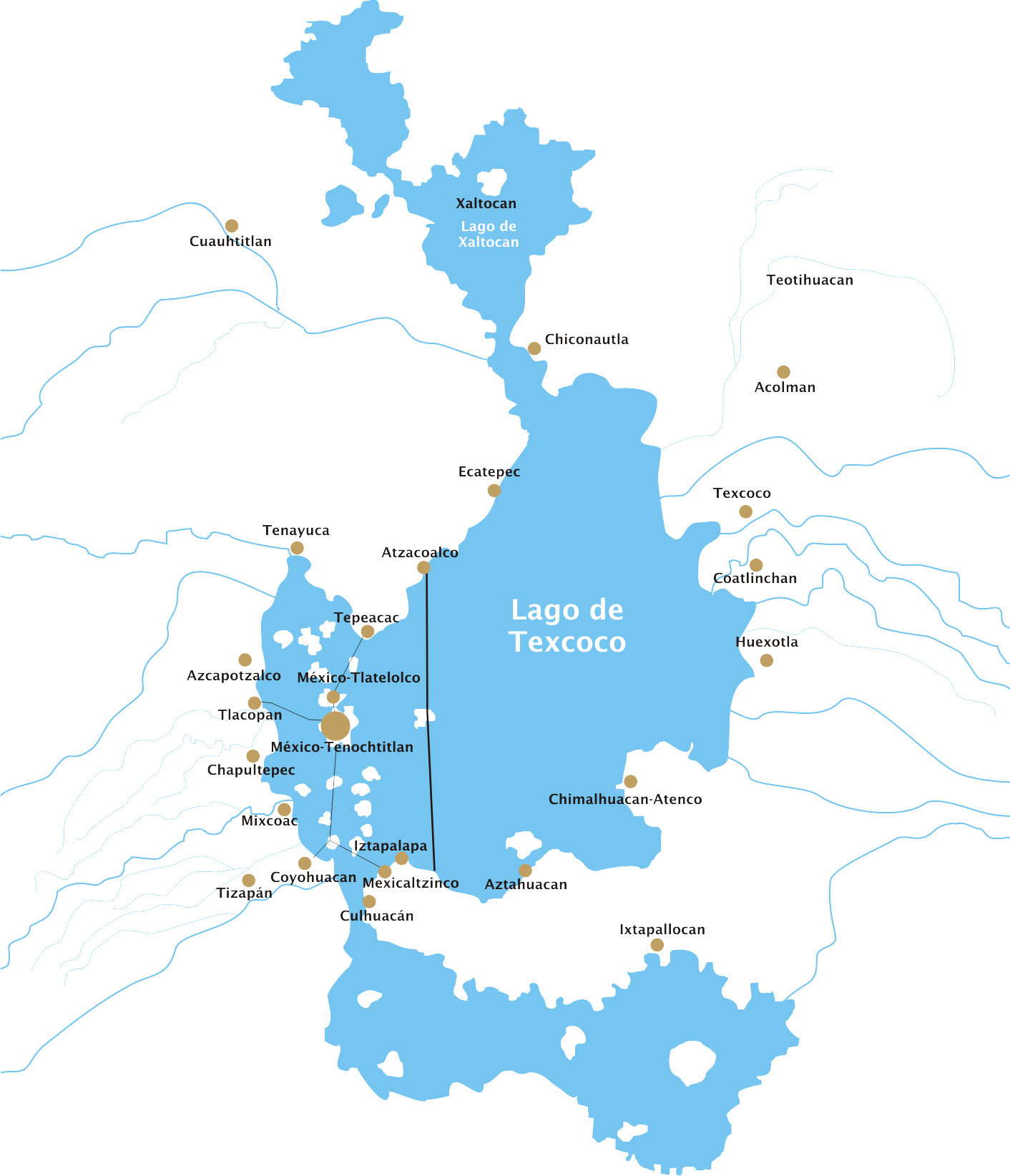
Dolina Meksyku – okolice jeziora Texcoco, ok. 1519

16 sierpnia 1519 podjęto marsz w głąb lądu. Cała wyprawa liczyła teraz 500 Hiszpanów i półtora tysiąca wojowników totonackich oraz tysiące tragarzy. Wkrótce napotkano Indian z plemienia Tlaxcala, którzy żyli we wschodniej części imperium azteckiego, byli oni także zaciekłymi wrogami Azteków i sprzeciwiali się ich władzy. Pomimo tego, że Tlaxcalanie nienawidzili Azteków, to postanowili stawić opór również przybywającym Hiszpanom. Po dwóch tygodniach walki, w której tubylcy ponieśli bardzo ciężkie straty, Tlaxcalanie poddali się i zgodzili sprzymierzyć z Cortésem przeciwko wspólnemu wrogowi. Do czasu zakończenia podboju w 1521 plemię to pozostawało ważnym sojusznikiem i pomogło w stworzeniu europejsko-tubylczej armii, która liczyła tysiące żołnierzy.
W październiku 1519 Hiszpanie i kilka tysięcy ich nowych sprzymierzeńców wyruszyli w kierunku stolicy Azteków. Montezuma II ponownie wysłał poselstwo do Cortésa. Obiecał Hiszpanom tyle złota, ile będą w stanie udźwignąć, aby tylko opuścili jego kraj. Gdy Cortés odmówił, posłowie, zasłaniając się przeludnieniem stolicy, zaprosili go do miasta Cholula – starożytnego ośrodka kultu Quetzalcoatla. Po przybyciu do niego jego kapłani powitali z życzliwością Hiszpanów, ale zażądali jednocześnie, aby Tlaxcalanie pozostali poza miastem. Po trzech dniach pobytu do Hiszpanów zaczęły docierać informacje o szykowanej zasadzce. Cortés zareagował na to wezwaniem całej szlachty Choluli, a następnie jej uwięzieniem, co pozbawiło Indian dowództwa. Potem najeźdźcy dokonali masakry zabijając ponad 3 tys. mieszkańców miasta, które następnie podpalili.

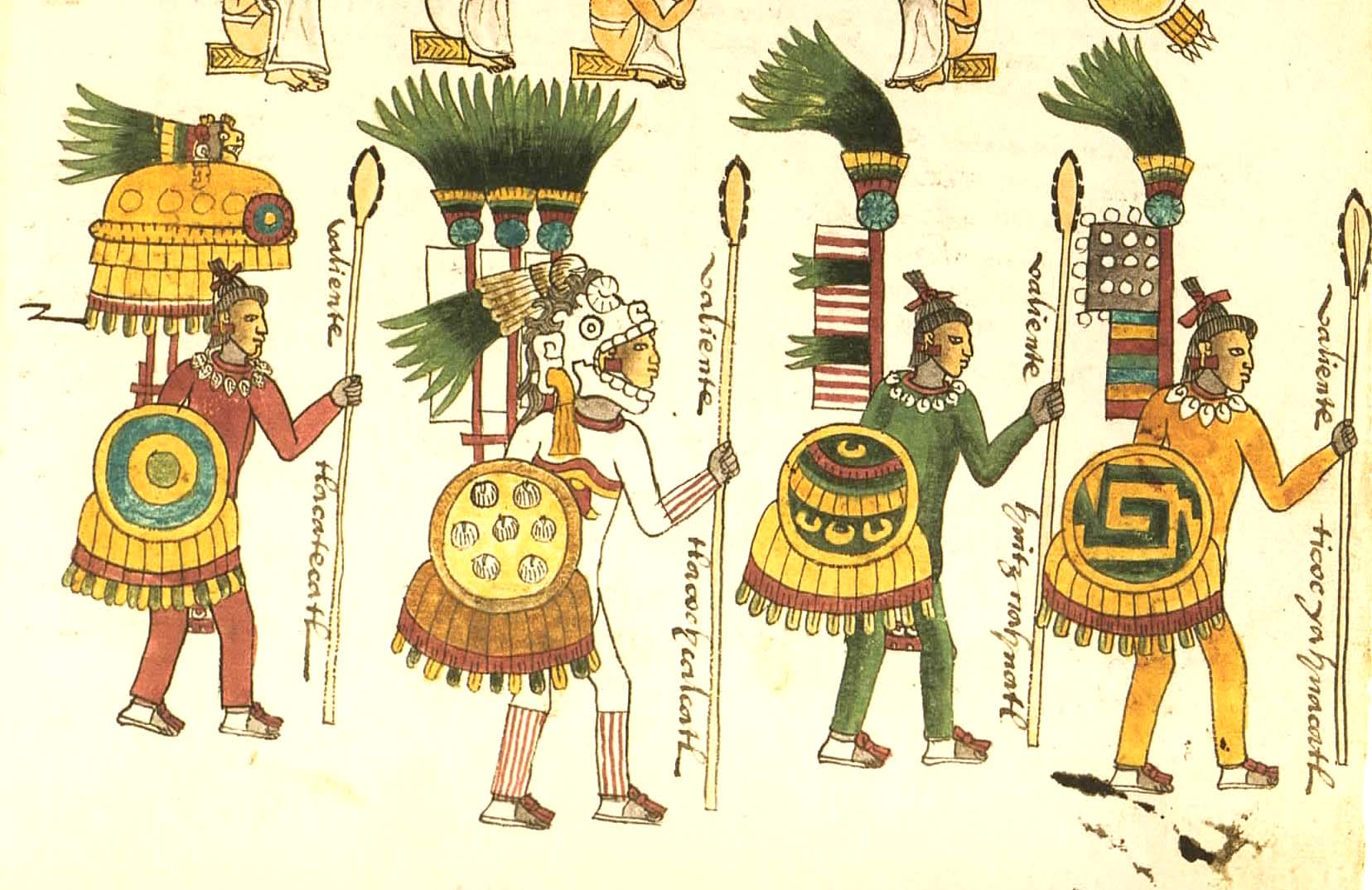
Wojownicy azteccy

Po tym, jak Hiszpanie spenetrowali teren wokół Choluli, zaczęli badać drogi wiodące do stolicy państwa Azteków. Kapitan Diego de Ordas wspiął się na wulkan Popocatépetl i z jego szczytu – jako pierwszy Europejczyk – zobaczył Tenochtitlán. Montezuma zaczął w tym czasie coraz bardziej obawiać się o swoje losy i postanowił na razie nie sprzeciwiać się przybyszom. Mimo iż Hiszpanom towarzyszyło ok. 4 tysięcy Tlaxcalan, siły ich były słabe w stosunku do armii azteckiej, która wielokrotnie przewyższała je liczebnością. Władca Azteków zaprosił więc Hiszpanów do swojej stolicy.
8 listopada 1519 Cortés spotkał się z Montezumą przed granicami Tenochtitlánu. Dwaj wodzowie oddali sobie ukłony i powitali się, a po tych formalnościach Aztekowie wprowadzili Hiszpanów do miasta. Żołnierze hiszpańscy dostali pozwolenie na założenie stałej siedziby w dzielnicy mieszkalnej, mogli także poruszać się po całym mieście. Pomimo miłego przyjęcia Cortés obawiał się, że wszystkie działania Azteków są jedynie misterną grą, która ma na celu zniszczenie jego wyprawy. Postanowił się więc zabezpieczyć i wziąć Montezumę jako zakładnika do swojej kwatery. Następnie zmusił go do złożenia przysięgi na wierność królowi Hiszpanii Karolowi I i dostarczenia olbrzymich ilości złota i kamieni szlachetnych. Przez następnych kilka miesięcy Hiszpanie opracowywali plany podbicia całego regionu wokół Tenochtitlánu. Żołnierze rozzuchwalili się do tego stopnia, że zniszczyli posąg bóstwa w jednej ze świątyń i przekształcili ją na kaplicę.
W międzyczasie Velázquez – gubernator Kuby wyprawił ekspedycję mającą na celu aresztowanie Cortésa i zabranie go z powrotem na Kubę. W kwietniu Cortés otrzymał informację, że wyprawa ta właśnie przybyła. Zostawił więc 200 ludzi w Tenochtitlánie pod dowództwem Pedra de Alvarada, a następnie z małymi siłami udał się do Zempoali, gdzie ulokowało się ponad tysiąc żołnierzy ekspedycji karnej. Dzięki zaskoczeniu udało mu się w nocy niespodziewanie otoczyć żołnierzy przybyłych z Kuby, wziąć do niewoli ich dowódcę, a następnie przekonać większość jego podwładnych do przyłączenia się do marszu na Tenochtitlán.

### Zdobycie Tenochtitlánu
W Tenochtitlánie Alvarado obawiał się ataku Azteków i dlatego wprowadził ostre środki zapobiegawcze w mieście podczas nieobecności Cortésa. Kiedy ludzie Alvarada zaatakowali i zabili wielu uczestników podczas procesji ku czci boga Huitzilopochtli, mieszkańcy miasta w szale nienawiści przeciwko obcym najeźdźcom powstali i otoczyli ich w pałacu, gdzie przetrzymywany był Montezuma. 24 czerwca 1520 Cortés oraz jego ludzie, a także 3000 Tlaxcalan nieniepokojeni weszli do miasta i dołączyli do Alvarada. Okazało się, że był to świetnie przemyślany podstęp ze strony Azteków. Siły hiszpańskie natychmiast po połączeniu się zostały znowu otoczone w pałacu i zaatakowane. Cortés wydał rozkaz podpalenia Tenochtitlánu. Nie złamało to jednak oporu ludności.

Droga ekspedycji Cortesa

Na prośbę Cortésa, Montezuma będący w dalszym ciągu więźniem wystąpił do swoich poddanych z żądaniem uspokojenia zamieszek. Reakcja tłumu była bardzo gwałtowna, bo ich dawny władca został obrzucony kamieniami, w wyniku czego, jak utrzymują źródła hiszpańskie, zmarł 3 dni później. Według źródeł meksykańskich za śmierć Montezumy odpowiadali Hiszpanie. Natychmiastowe opuszczenie miasta wydawało się teraz być jedyną szansą ocalenia Hiszpanów. 30 czerwca 1520 – w czasie deszczowej nocy znanej jako La Noche Triste (Smutna noc) podjęto próbę wyrwania się z okrążenia, która zamieniła się w paniczną ucieczkę. Aztekowie podjęli natychmiastowy pościg za wycofującymi się w bezładzie Hiszpanami, atakowano zarówno z lądu, jak i ze strony jeziora z łodzi. Więcej niż połowa Hiszpanów poległa, stracono wszystkie działa oraz skarby, które próbowano wynieść (większość z nich została porzucona w jeziorze i kanałach). Aztekowie długo gonili uciekinierów, ale niektórym z nich udało się znaleźć ocalenie w Tlaxcali.
W czasie lata 1520 Cortés zreorganizował swoją armię w Tlaxcali dzięki pomocy i posiłkom z Veracruz. 8 listopada 1520 armia Azteków uderzyła na siły Cortésa. Przed klęską uchronił Hiszpanów szczęśliwy przypadek. W trakcie bitwy Cortés dostrzegł dowódcę Indian. Zabił go i odebrał mu godło. Aztekowie wpadli w panikę i uciekli z pola bitwy.
Następnie podjęto nową wyprawę w celu zdobycia „niepokornego” miasta, po drodze likwidowano wszystkie wysunięte posterunki azteckie oraz osiedla wokół jeziora. W marcu 1521 wyspa, na której był położony Tenochtitlán została odizolowana i otoczona przez Hiszpanów. 28 kwietnia Hiszpanie przypuścili atak na miasto. Hiszpańska artyleria osadzona na specjalnie do tego celu skonstruowanych statkach (brygantynach), z których mogła operować na płytkich wodach, rozpoczęła ostrzeliwanie Tenochtitlánu. Codziennie przeprowadzano szturmy, odcięto także dowóz żywności oraz wszelkie źródła wody pitnej w mieście. Głód, dyzenteria oraz ospa przywleczona przez napastników poczyniły wśród Azteków prawdziwe spustoszenie. Nie mogąc wziąć miasta szturmem Cortés rozkazał je podpalić.
W sierpniu po trzymiesięcznej i desperackiej obronie, przywódca oblężonych – Cuauhtemoc (nowo obrany władca po Montezumie) poddał się Cortésowi, prosząc o wypuszczenie ludności cywilnej z miasta. Hiszpański admirał zgodził się. Tysiące trupów zaścielało teraz ulice Tenochtitlánu, martwe ciała unosiły się po całym jeziorze i kanałach. Ogromne miasto i imperium zostały zwyciężone przez nieliczną grupę przybyszów ze wschodu, mających przy sobie od 25 do 100 tysięcy sojuszników.

## Meksyk jako hiszpańskie wicekrólestwo

### Rola Kościoła
W treści tej sekcji od 2015-08 występują prawdopodobnie wyrażenia zwodnicze, co nie jest zgodne z zasadami przyjętymi w Wikipedii.
Dokładniejsze informacje o tym, co należy poprawić, być może znajdują się w dyskusji tej sekcji.
 Po wyeliminowaniu niedoskonałości należy usunąć szablon {{Dopracować}} z tej sekcji.
Esencją kolonialnego Meksyku była rola jaką pełnił w niej Kościół katolicki. Misje katolickie pojawiły się w tym kraju równocześnie z hiszpańskimi conquistadorami i od początku podjęły usilne działania w celu nawrócenia tubylców na chrześcijaństwo. Kościół zdobył także mocną pozycję ekonomiczną, w jego posiadanie weszły ogromne majątki, które zostały znacjonalizowane dopiero w 1859.
Kościół odgrywał też istotną rolę w przekazywaniu hiszpańskiej kultury i cywilizacji do Meksyku. Misjonarze zakładali szpitale, klasztory, szkoły i misje na terenach granicznych. Pomogli Hiszpanom w rozszerzeniu i umocnieniu kontroli nad tubylcami, bowiem nawracani na chrześcijaństwo Indianie musieli uczyć się hiszpańskiego. Misjonarze stali się ważnymi mediatorami w konfliktach, jakie wybuchały pomiędzy tubylcami, osadnikami a królewskimi urzędnikami.
Hiszpańska inkwizycja oraz instytucje władzy sądowniczej znane ze średniowiecznej Europy zostały formalnie przeniesione do Nowego Świata w 1571. Inkwizycja czuwała nad przestrzeganiem dogmatów wiary. Ujawniała, sądziła i skazywała heretyków, sprawowała także rozległą kontrolę nad życiem kulturalnym, a w szczególności nadzorowała treści nowo wydawanych książek. Monarcha hiszpański sprawował kontrolę nad kościołem poprzez instytucję znaną jako Patronato Real („Królewski patronat”). Dzięki niej mógł sprawdzać lojalność osób, które wchodziły do stanu duchownego oraz czuwać nad pobieraniem dziesięcin. Nawet bulle papieskie czy dekrety musiały być najpierw zatwierdzone przez króla zanim miały obowiązywać w Nowym Świecie.
Generalnie można powiedzieć, że Kościół katolicki przenikał niemal każdy aspekt życia w kolonialnym Meksyku. Opieka społeczna – włączając w to edukację, szpitale, opiekę nad starszymi i biednymi była praktycznie oferowana tylko przez Kościół, natomiast cywilny rząd kolonialny w takich przedsięwzięciach w ogóle nie miał udziału. Księża prowadzili także pewnego rodzaju działalność gospodarczą np. poprzez udzielanie pożyczek na niektóre przedsięwzięcia, Kościół zajmował się też dokumentacją administracyjną odnotowując np. liczbę urodzin, małżeństw i zgonów. Księża byli nauczycielami w szkołach podstawowych, średnich oraz na uniwersytetach doradzali też bardzo często cywilnym urzędnikom w sprawach kolonii.

### Tworzenie się społeczeństwa wielokulturowego
Wymieszanie się ras i kultur sprawiły, że kolonialny Meksyk był społeczeństwem bardzo zróżnicowanym. Po podboju hiszpańskim liczba tubylców zaczęła dramatycznie spadać. Głównie ze względu na europejskie choroby takie jak: ospa czy odra, na które Indianie nie byli odporni. Choroby te rozprzestrzeniały się w zastraszającym tempie wśród Indian i zabijały ogromną większość z nich. Szacunki odnośnie do liczby zmarłych różnią się, jednak przypuszcza się, że od 1519 do 1620 mogło umrzeć nawet 25 mln ludzi.
Taka demograficzna katastrofa spowodowała, że społeczeństwo meksykańskie zaczęło być coraz bardziej zdominowane przez rasę białą i czarną (ze sprowadzanych niewolników), które mieszały się z Indianami. Wynikiem tego było powstanie bardzo dużej grupy (obecnie przeważającej) Metysów – czyli rasy powstałej po wymieszaniu się krwi indiańskiej i europejskiej, którzy stanowili swego rodzaju most pomiędzy różnymi kulturowo i biologicznie Hiszpanami i tubylcami. Zjawisko to spowodowane było głównie brakiem europejskich kandydatek na żony.
Afrykanie w regionie zaczęli się pojawiać wkrótce po przybyciu Hiszpanów. Jeden z niewolników, któremu darowano wolność – Juan Garrido wziął nawet aktywny udział w zdobyciu imperium azteckiego. Cortés zaraz po opanowaniu Tenochtitlánu zaczął sprowadzać duże ilości niewolników na ten obszar. W pierwszej dekadzie po podboju przywieziono kilka setek Afrykanów, natomiast szacuje się, że w czasie całej ery kolonialnej z Afryki sprowadzono do Meksyku ok. 200 tys. osób. Poprzez mieszane małżeństwa nastąpił wzrost liczby Mulatów oraz tzw. Zambosów – osób mających w połowie pochodzenie afrykańskie, a w połowie indiańskie. Pod koniec XIX wieku ludność o korzeniach afrykańskich wtopiła się jednak całkowicie w „metyskie społeczeństwo” Meksyku i była praktycznie nierozpoznawalna.

Wicekrólestwo Nowej Hiszpanii po 1763

Przynależność rasowa była podstawowym wskaźnikiem pozycji społecznej w kolonialnym Meksyku. Najwyższą klasę stanowili tzw. „półwyspiarze”, czyli ludzie urodzeni w Hiszpanii, ale mieszkający w Meksyku. Ludzie tej kategorii byli wysyłani z ojczyzny w celu obejmowania najważniejszych stanowisk zarówno w administracji państwowej, jak i kościelnej. Półwyspiarze stanowili nie więcej jak 1% całej społeczności, jednak mimo tego z góry traktowali Criollos – Kreolów, czyli ludzi o europejskich korzeniach, którzy urodzili się już w Meksyku. Kreole stanowili drugą pod względem ważności klasę społeczna w Meksyku, nigdy jednak nie powierzano im najważniejszych stanowisk urzędniczych. Nienawiść Kreolów w stosunku do półwyspiarzy stała się później jedną z głównych przyczyn powodzenia ruchu niepodległościowego. Następni w hierarchii byli Metysi, po nich najniżej na drabinie społecznej stali „czarni” i Indianie.
Stopniowo klasa społeczna stawała się coraz bardziej wyznacznikiem pozycji społecznej, jej gwarantem przestawała już być rasa. Jednostki, które miały mieszane pochodzenie często deklarowały się jako Kreole. Ta rosnąca liczba „deklarowanych Kreoli” spowodowała, że rząd hiszpański w XVIII w. wprowadził możliwość nabycia na drodze prawnej statusu „białego” za uiszczeniem dużej opłaty.

### Gospodarka w kolonialnym Meksyku
Rozpatrując funkcjonowanie gospodarki hiszpańskiej w kolonialnym Meksyku nie można pominąć bardzo ważnego aspektu eksploatacji Indian. Pomimo tego, że tysiące krajowców zginęły podczas konkwisty to nadal stanowili oni ogromną większość mieszkańców i już od samego początku stali się klasą pracującą stojącą najniżej w całej hierarchii ludności. To oni właśnie umożliwiali funkcjonowanie takich gałęzi działalności gospodarczej jak: rolnictwo, górnictwo czy pasterstwo. Mimo tego, że oficjalnie zagwarantowano im status wolnych najemników uprawnionych do pobierania wynagrodzenia, to w rzeczywistości byli traktowani niewiele lepiej niż niewolnicy, a często nawet gorzej. To niekorzystne położenie było spowodowane głównie ustanowieniem tzw. systemu encomienda (specjalnie wydzielonego majątku), według którego wszyscy europejscy osadnicy, odkrywcy i żołnierze mieli mieć nieograniczony dostęp do określonego „kontyngentu” indiańskiej siły roboczej, która miała pracować w ich rozległych posiadłościach ziemskich.

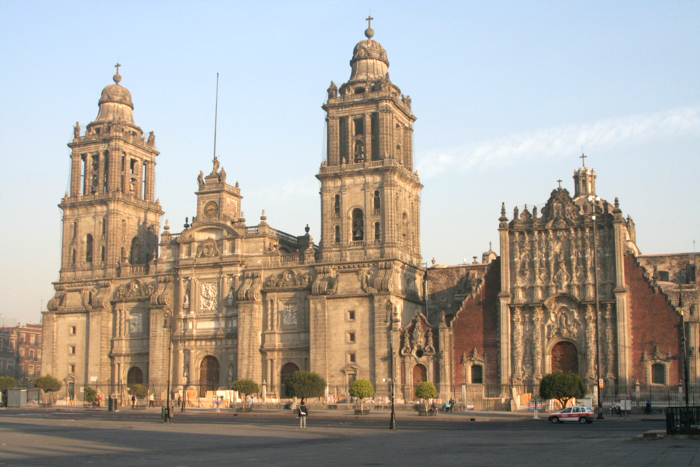
Przykład architektury kolonialnej – katedra w mieście Meksyk

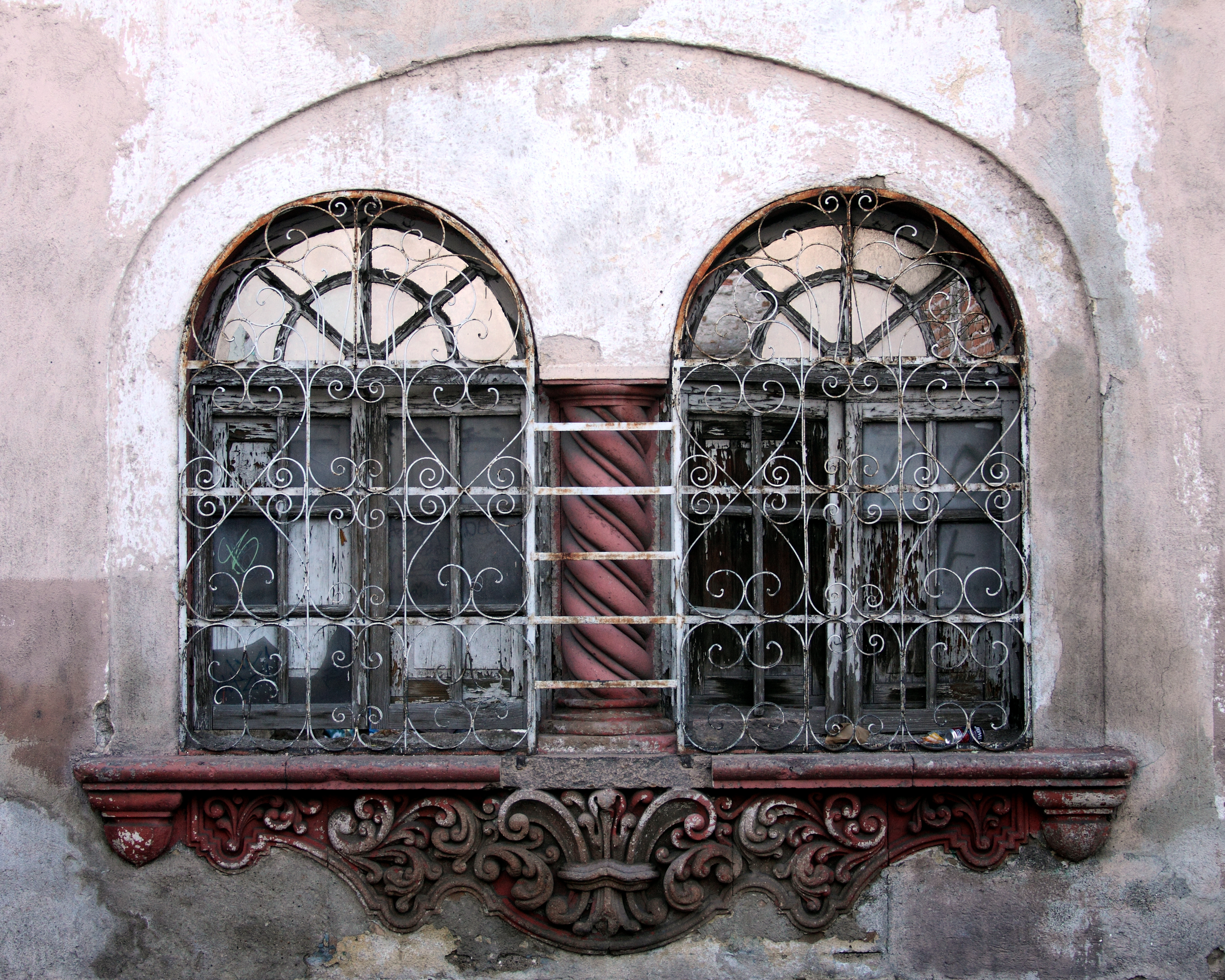
Okno w stylu architektury kolonialnej.

Rząd kolonialny podejmował wielokrotnie próby ukrócenia eksploatacji Indian w rolnictwie i w kopalniach w połowie XVI w. Nowo ustanowione prawa z 1542 zabraniały zniewalania Indian, nie przyznawano również właścicielom „encomiend” nowych robotników spośród krajowców. Istniał także przepis, który nakazywał zwrot „encomiendy” skarbowi państwa, jeżeli osoba, której ją pierwotnie przyznano już nie żyła. Jednak nie zdołano tych nowych regulacji wprowadzić w życie ze względu na opór kolonistów, którzy zagrozili buntem władzom hiszpańskim, jeżeliby te ośmieliłyby się tknąć ich majątki. Tak więc nadal utrzymywał się dotychczasowy stan rzeczy.
Istniał także inny system pracy przymusowej tzw. repartimiento (z hiszp. dział, nadział), który pojawił się w połowie XVI w. W systemie tym wymagano od społeczności indiańskiej dostarczania określonej liczby pracowników, którzy mogli być wynajęci lub „wydzierżawieni”. Sytuacja taka była szczególnie ciężka dla tubylców, którzy dostali się w posiadanie właścicieli kopalń srebra, gdzie panowały bardzo ciężkie warunki. Ponadto osoby takie były odrywane od swoich gospodarstw, w których pozostawiały własne rodziny bez środków utrzymania.
Niewolnicy oraz „wyzwoleńcy” (czarnoskóre osoby, którym przyznano wolność) pracowali głównie w miastach portowych takich jak: Veracruz czy Acapulco oraz w manufakturach, na plantacjach czy w młynach cukrowych. Niektórym udawało się nawet pełnić np. funkcję służącego (głównie w miastach) czy zarządcy nieruchomości podczas nieobecności właściciela, powierzano im też często nadzór nad pracą Indian. W kolonialnym Meksyku dochodziło kilkakrotnie do buntów niewolniczych oraz ucieczek niewolników. Niektórym uciekinierom udało się nawet stworzyć niezależne społeczności w trudno dostępnych i odizolowanych regionach.
Rolnictwo w Meksyku przeżywało prawdziwy rozkwit. Rosły plony wcześniej tu nieznanych roślin takich jak: pszenica, jęczmień czy owies oraz wielu innych. Rozwijało się pasterstwo bydła, kóz, koni oraz hodowla (głównie trzody chlewnej). Szacuje się, że ok. 1600 w kraju znajdowało się ok. 10 mln sztuk różnego rodzaju żywego inwentarza. Gospodarstwa rolne różniły się od siebie wielkością w zależności od klimatu. Na północy, gdzie występowały problemy z wodą, a teren był pokryty jedynie suchą trawą, mogły funkcjonować olbrzymie hacjendy i posiadłości, które specjalizowały się głównie w hodowli bydła. W bardziej żyznych rejonach środkowego Meksyku gospodarstwa były dużo mniejsze i zajmowały się z reguły uprawą roli.
Górnictwo w Meksyku opierało się głównie na wydobyciu srebra. Cortés był jedną z pierwszych osób, które weszły w posiadanie kopalni, była ona położona 110 km na południowy zachód od miasta Meksyk. Na następne złoża natrafiono w 1546 na północny zachód od stolicy, w obecnym stanie Zacatecas. Później odkryto złoża na północy i tam budowano największe ośrodki wydobywcze, które przyciągały rzesze nowych osadników i górników. W przeciwieństwie do artykułów rolnych srebro zawsze cieszyło się w Europie i w Azji powodzeniem, co powodowało, że jego transport w tamte rejony był opłacalny. Górnictwo pozwalało na pewne wzbogacenie się elity kolonialnej w większym stopniu niż rolnictwo, które było bardzo wrażliwe na kapryśny klimat kraju (m.in. częste susze i powodzie).
Handel w Nowej Hiszpanii (Meksyku) był zdominowany głównie przez dużych kupców. Handlowano głównie towarami importowanymi z Hiszpanii, ale także i z innych krajów. Rząd kolonialny wydał przepisy, według których dozwolony był tylko eksport do Hiszpanii wyrobów nieprzetworzonych i surowców (np. srebro) natomiast gotowe produkty miały być wwożone tylko z metropolii przez hiszpańskich kupców. Te regulacje okazały się jednak tylko martwymi zarządzeniami i były bardzo często omijane. Pomimo tego, że większość wydobywanego w Meksyku srebra w taki czy w inny sposób docierała do skarbca królewskiego w Hiszpanii to szacuje się, że ok. jedna trzecia kruszcu była wysyłana do Azji (głównie na zyskowny handel z Japonią i z Chinami).

### Edukacja

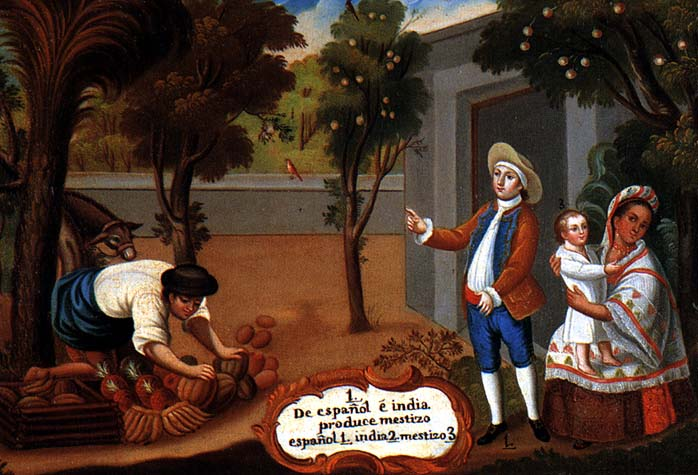
Metysi

Zgodnie z dekretem królewskim, każdy zarząd miejski w Nowej Hiszpanii miał obowiązek założenia i utrzymywania szkół podstawowych. Większość władz nie wywiązywała się jednak z tych nakazów. Osadnicy którzy dysponowali wystarczającymi funduszami wysyłali swoje dzieci do szkół przykościelnych. Młode dziewczęta miały możliwość uczęszczania do prywatnych szkół świeckich często prowadzonych przez kobiety oraz do szkół średnich dla młodych niewiast otwartych niedługo po zakończeniu konkwisty. Szkolnictwo średnie dla mężczyzn było w ogromnej większości w rękach jezuitów, którzy przybyli do Meksyku w 1572. Takie skromne warunki w zakresie kształcenia powodowały, że tylko niewielka część młodzieży uczęszczała do szkół. Bardzo bogaci Kreole czy „półwyspiarze” zatrudniali z reguły dla swoich dzieci prywatnych korepetytorów, natomiast ogromna większość społeczeństwa pozostawała analfabetami. Osoby czarnoskóre, Indianie oraz kobiety miały bardzo ograniczone możliwości pobierania nauki. Niemniej jednak nierzadkie były przypadki, gdy osoby z najniższych klas społecznych zdobywały dosyć wysokie wykształcenie.
Szkolnictwo wyższe w Nowej Hiszpanii zostało zapoczątkowane wraz z założeniem uniwersytetu w mieście Meksyk w 1551. Program nauczania był tam w ogromnej większości zdominowany przez teologię i prawo, ale istniały także wydziały medycyny, nauczano też języków indiańskich takich jak m.in. nahuatl. Jednym z najwybitniejszych ludzi jakich wydała ta uczelnia był urodzony w Meksyku Carlos de Sigüenza y Góngora, będący dziekanem wydziału matematyki i astronomii. Kobiety nie mogły zostać studentkami, sławę zyskała natomiast Juana Inés de la Cruz, która uczęszczała na wykłady w męskim przebraniu.

### Administracja
Niedługo po ukończeniu podboju Cortés ustanowił zręby podstawowej, ale dobrze funkcjonującej administracji. Zarząd krajem opierał się na ośrodkach znajdujących się w miastach. Zarządy miejskie kontrolowały mniejsze miasta i wioski. W 1528 król ustanowił Sąd Najwyższy znany jako Audiencia. W 1530 w jego skład weszli sędziowie przybyli z Hiszpanii, co dało królowi możliwość nadzorowania poczynań swoich urzędników w kolonii. W 1535 rząd hiszpański ustanowił Wicekrólestwo Nowej Hiszpanii i mianował do jego władz pierwszego wicekróla, którym został Antonio de Mendoza. Wicekról oprócz władzy wykonawczej zasiadał także w Audiencii jako jej przewodniczący. Był również naczelnym zwierzchnikiem sił zbrojnych kolonii w randze generała kapitana.
Teoretycznie pod jurysdykcję wicekróla podlegały: Nowa Hiszpania (obecny Meksyk), Filipiny, współczesny rejon Ameryki Środkowej, Kalifornia i Nowy Meksyk. W rzeczywistości jednak jego władza była ograniczona jedynie do centralnych regionów kolonii, bo na reszcie terytorium ze względu na olbrzymie odległości wicekról musiał polegać na zaufanych lokalnych gubernatorach i innych urzędnikach.
Innymi ważnymi ogniwami administracji hiszpańskiej w kolonii były tzw. Consulado (rodzaj gildii kupieckiej), które to ciała zajmowały się sprawami handlu. Istniał także specjalny trybunał tzw. Juzgado de Indios (założony w 1573), który przyjmował skargi od Indian na działanie gubernatorów. Powołanych zostało też szereg innych drobniejszych urzędów, które zajmowały się kompleksowo innymi sprawami kolonii.

## Wojna o niepodległość

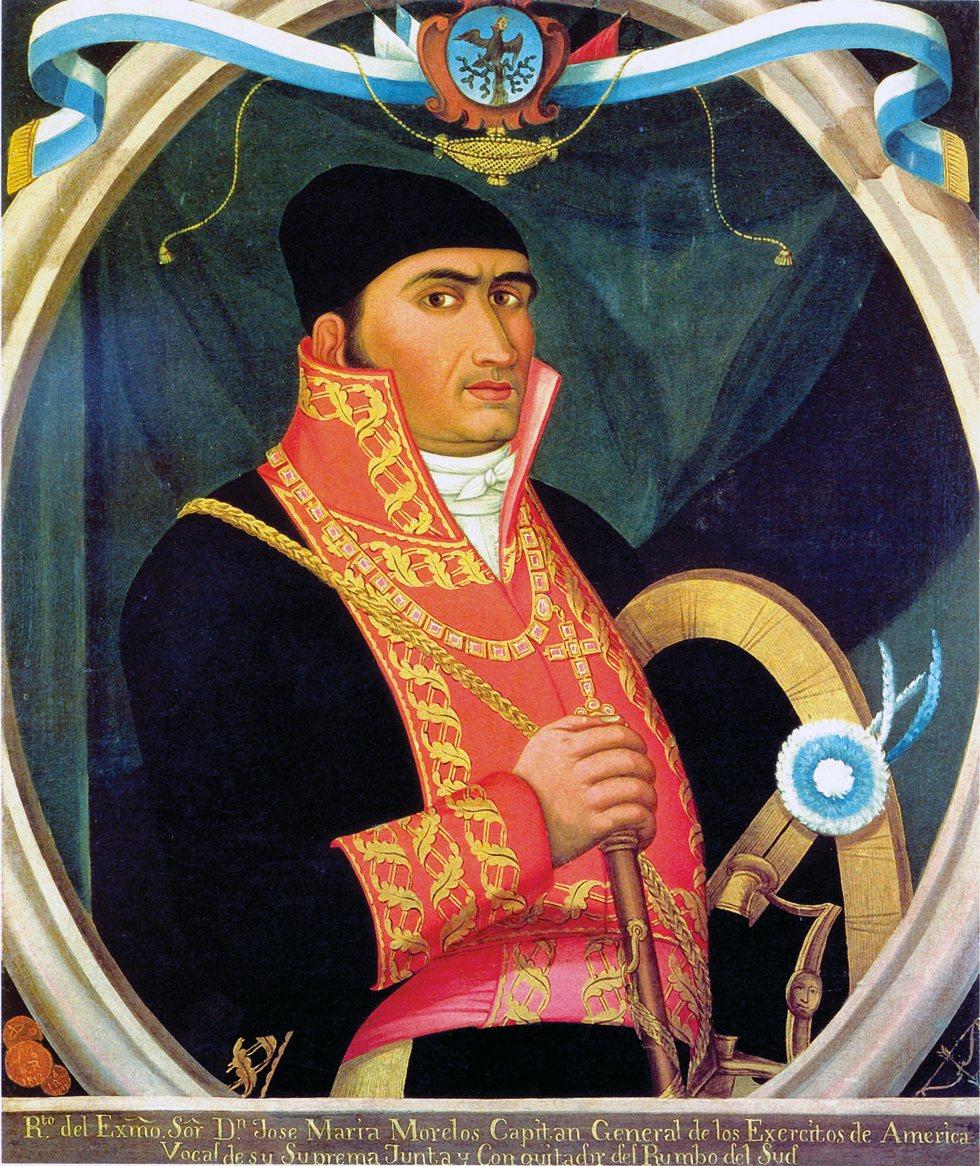
Jose Morelos

Dla niektórych historyków wojna o niepodległość zaczęła się w grudniu 1650, kiedy to Irlandczyk William Lamport (znany też jako Guillen de Lampart) uciekł z więzienia, gdzie został umieszczony przez inkwizycję i ogłosił „Proklamację niepodległości” na murach miasta. Nie było to pierwszy taki manifest, ale jeden z pierwszych, który obiecywał demokratycznie wybieranego monarchę, równość ras i reformę ziemską. Lampart chciał ostatecznego zerwania więzów Meksyku z Hiszpanią oraz oddzielenia kościoła od państwa. Ale żądania te okazały się jedynie idealistycznymi deklaracjami, bo Lampart został wkrótce ujęty i spalony na stosie jako heretyk.
Główną postacią meksykańskiego ruchu niepodległościowego oraz jego inicjatorem był Miguel Hidalgo y Costilla – proboszcz niewielkiej parafii w miejscowości Dolores. Wkrótce po tym jak Hidalgo został księdzem, zaczął lansować ideę ogólnonarodowego powstania przeciw rządowi kolonialnemu (a w szczególności przeciwko bogatym posiadaczom ziemskim i arystokratom), którego główną siłę mieli stanowić indiańscy oraz metyscy chłopi. Opowiadał się także za zróżnicowaniem działalności gospodarczej aby uniezależnić się od górnictwa, bo w rejonie (Guanajuato), w którym działał, podstawą gospodarki były tylko kopalnie. W czasie siedmioletniego pobytu w Dolores Hidalgo prowadził ożywioną działalność, spotykając się w swoim domu z licznymi osobami i to zarówno z Indianami, Metysami, Kreolami, jak i „półwyspiarzami”. Tematem dyskusji, które prowadził ze swoimi gośćmi były aktualne wydarzenia, a w szczególności kwestie ekonomiczne i społeczne. Ruch niepodległościowy wziął swój początek właśnie od tych nieformalnych spotkań w Dolores. 8 grudnia 1810 został przez działaczy niepodległościowych ustalony jako termin wybuchu powstania.

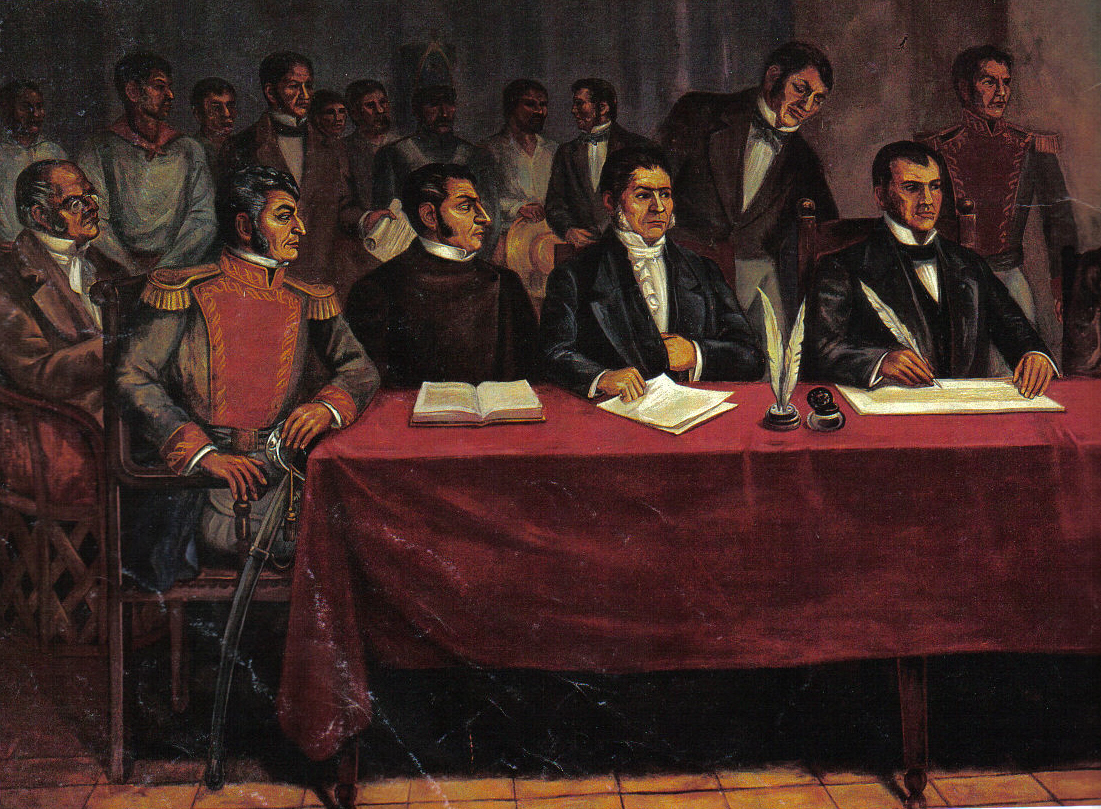
Kongres Narodowy w Chilpancingo

Plany te zostały jednak odkryte przez rząd kolonialny a spiskowcy zostali zaalarmowani o grożącym im aresztowaniu. W wyniku tak nieprzewidzianego rozwoju wydarzeń Hidalgo zdecydował się na przyśpieszenie wybuchu powstania i wyznaczył je na 16 września 1810. Data ta jest świętowana w dzisiejszym Meksyku jako Dzień Niepodległości. Dźwiękiem dzwonów kościelnych wezwano mieszkańców Dolores do przyłączenia się do insurekcji przeciwko Hiszpanom i „półwyspiarzom”. Hidalgo wygłosił wtedy słynną mowę tzw. Grito de Dolores („zawołanie z Dolores”) krzycząc donośnie: „Niech żyje Najświętsza Panna z Guadelupe! Śmierć złym rządom! Śmierć gachupines!”. Odezwa tłumu przekroczyła najśmielsze oczekiwania konspiratorów, wściekli ludzie rozpoczęli marsz na stolicę prowincji w Guanajuato. Górnicy mieszkający w tym mieście połączyli się z mieszkańcami Dolores i dokonali masakry mieszkających tu „półwyspiarzy”, którzy zdecydowali się stawiać opór łącznie z głównym urzędnikiem rządu kolonialnego na tym terenie tzw. intendente.
Z Guanajuato siły powstańcze zaczęły zmierzać do miasta Meksyk, wcześniej zdobywając Zacatecas, San Luis Potosi i Valladolid. 30 października 1810 powstańcy napotkali opór w pobliżu Monte de las Cruces i pomimo odniesionego tam zwycięstwa zaprzestano dalszego marszu na stolicę. Po jeszcze kilku zwycięstwach powstańcy udali się na północ do Teksasu. W marcu następnego roku rebelianci dali się złapać w zasadzkę i zostali wzięci do niewoli w Monclovie (w obecnym stanie Coahuila). Hidalgo jako kapłan był sądzony przez sąd kościelny inkwizycji i został uznany za winnego zdrady i herezji, a następnie skazany na śmierć. 31 lipca 1811 został rozstrzelany przez pluton egzekucyjny. Jego ciało zostało zbezczeszczone a głowa wystawiona na widok publiczny jako ostrzeżenie dla innych buntowników.

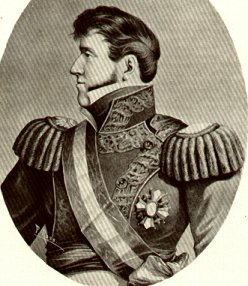
Agustín de Iturbide

Po śmierci Hidalga przywództwo w ruchu rewolucyjnym objął Jose Maria Morelos y Pavon. Morelos zajmował się głównie aspektami politycznymi i wojskowymi ruchu. Po objęciu przywództwa opracował plan okrążenia stolicy i odcięcia jej komunikacji z wybrzeżem. W czerwcu 1813 Morelos zwołał Kongres Narodowy złożony z reprezentantów wszystkich prowincji. Spotkanie odbyło się w Chilpancingo (w obecnym stanie Guerrero), a jego celem była dyskusja o przyszłym kształcie niepodległego Meksyku. Owocem pracy Kongresu była uchwała, w której nakreślono podstawowe założenia przyszłego ustroju państwa. Miały to być m.in. suwerenność, powszechne prawo wyborcze dla wszystkich mężczyzn, religia katolicka jako religia państwowa, zniesienie niewolnictwa i pracy przymusowej, oraz monopolów handlowych. Pomimo początkowych sukcesów siły rządowe z powodzeniem uwolniły miasto od okrążenia. Następnie zajęły pozycje powstańców. Później wojsko kolonialne wkroczyło do Chilpancingo. W 1815 został pojmany Morelos, który podzielił los pojmanego wcześniej Hidalga.
W latach od 1815 do 1821 z sił rebelianckich ocalały jedynie niewielkie grupy, które prowadziły walkę partyzancką. Z tych małych oddziałów wyszło dwóch czołowych przywódców, którzy w dalszym okresie mieli odegrać bardzo ważną rolę. Byli to Guadalupe Victoria (którego prawdziwe imię brzmiało Miguel Felix Fernandez) działający w Puebli i Vicente Guerrero operujący w Oaxace. Tymczasem hiszpański wicekról uznał już, że sytuacja w kraju jest pod jego kontrolą i nakazał swoim generałom darowanie życia wszystkim powstańcom, którzy złożą broń.
Po 10 latach wojny domowej i śmierci dwóch czołowych przywódców we wczesnych latach 20. XIX w. ruch niepodległościowy stał w martwym punkcie i był bliski upadku. Rebelianci napotykali w dalszym ciągu na nieugięty opór wojsk rządowych oraz spotykali się z coraz większą apatią większości wpływowych Kreolów. Brutalna i populistyczna polityka prowadzona przez Hidalgo i Morelosa sprawiła, że Kreole obawiali się ruchu niepodległościowego jako siły, która dąży jedynie do wzniecania nienawiści klasowej. Dlatego ich większość popierała działania rządu hiszpańskiego do czasu, kiedy możliwe było znalezienie mniej krwawej drogi do uzyskania niezależności. Na szczęście dla ruchu niepodległościowego zaszły nieprzewidziane wydarzenia. Mianowicie w Hiszpanii w wyniku rewolucji wygrało stronnictwo liberalne, a w Meksyku działania wojskowe prowadzone przez oddziały wierne królowi miały bardzo nieudolny charakter.
Mimo tych zaburzeń wicekról Nowej Hiszpanii przygotowywał ostateczną ofensywę, która miała rozprawić się z powstańcami. W grudniu 1820 wicekról Juan Ruiz de Apodaca wysłał duże siły pod dowództwem kreolskiego oficera Agustína de Iturbide, które miały udać się w rejon Oaxaci i pokonać tam rebeliantów dowodzonych przez Guerrera. Iturbide okazał się jednak niewłaściwym człowiekiem na tym stanowisku. Mimo że początkowo wszystkie jego cechy (Iturbide był ulubieńcem hierarchii kościelnej oraz człowiekiem o bardzo reakcyjnych i konserwatywnych poglądach) świadczyły o tym, że powinien on być zaciekłym wrogiem powstańców, to wkrótce miało się okazać jak fatalna to była nominacja dla rządu kolonialnego.
Przydzielenie Iturbidego do wyprawy na Oaxacę zbiegło się w czasie z przewrotem w Hiszpanii, który zmierzał do obalenia króla Ferdynanda VII. Zamachowcy, którzy wcześniej mieli być użyci do stłumienia niepokojów w Nowej Hiszpanii teraz zwrócili się przeciwko swojemu monarsze. Przewrót powiódł się a król został zmuszony do podpisania liberalnej konstytucji z 1812. Kiedy wieści o tych wydarzeniach dotarły do Iturbidego, zaczął się on obawiać, że może to stanowić zagrożenie dla przywilejów kreolskich, ale jednocześnie upatrywał w tym szansę dla zyskania niezależności kraju od Hiszpanii (który miał być rządzony oczywiście przez Kreolów). Ironią tamtego okresu było to że niepodległość została osiągnięta tylko dzięki temu, że konserwatywni Kreolowie zbuntowali się przeciwko liberalnemu rządowi w Hiszpanii. Po początkowych starciach z siłami Guerrera, Iturbide złamał przysięgę wierności wobec króla hiszpańskiego i zaprosił do rozmów przywódcę powstańców, aby omówić z nim dalsze akcje przeciwko rządowi kolonialnemu.

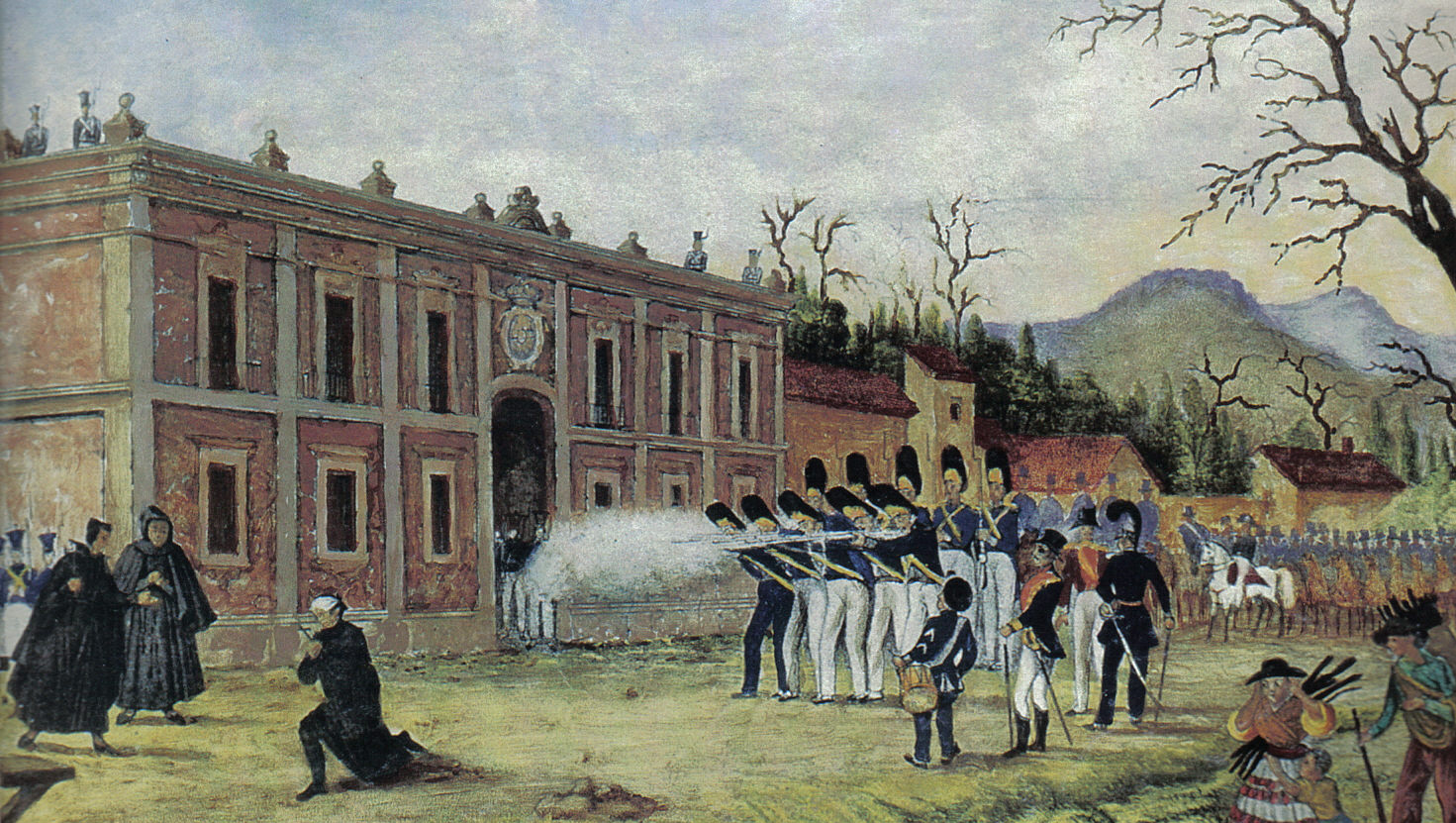
Rozstrzelanie Jose Morelosa

Podczas pobytu w mieście Iguala Iturbide ogłosił program tzw. „trzech gwarancji”, na których miał się oprzeć niepodległy Meksyk. Przede wszystkim miał on być niepodległą monarchią rządzoną albo przez króla Ferdynanda (którego miano zaprosić do Meksyku) albo przez jakiegoś innego europejskiego monarchę, miano zrównać w prawach Kreolów i półwyspiarzy, kościół katolicki miał zatrzymać swoje przywileje i monopol religijny. Po przekonaniu swoich własnych oddziałów do akceptacji tych zasad, Iturbide zawarł je w tzw. Planie Iguala, ogłoszonym 24 lutego 1821 Później udało się mu namówić Guerrera, aby ten przyłączył się do jego sił. Tzw. „Nowa armia trzech gwarancji” pod dowództwem Iturbidego wyruszyła na stolicę, aby wprowadzać w życie postanowienia planu Iguala. Założenia tego dokumentu były tak ogólnie sformułowane, że spotkał się on z poparciem zarówno lojalistów, jak i zwolenników niepodległości. Cel, jakim była niepodległość oraz ochrona kościoła katolickiego scaliły wszystkie do tej pory skłócone frakcje.
Do wojsk Iturbidego przyłączały się siły powstańcze w całym Meksyku. Kiedy zwycięstwo powstańców nie budziło już żadnych wątpliwości, wicekról ustąpił ze swojego stanowiska. 24 sierpnia 1821 przedstawiciele Korony hiszpańskiej i Iturbide podpisali traktat pokojowy w mieście Córdoba, w którym uznano Meksyk za niepodległe państwo oraz zgodzono się na warunki zawarte w tzw. planie Iguala. Iturbide były rojalista a teraz sługa rewolucji zadbał także o wprowadzenie do umowy odpowiedniej klauzuli, według której na władcę Meksyku mógł być wybrany także Kreol jeżeli nie znaleziono by odpowiedniego kandydata wśród europejskich rodzin królewskich.

## Wczesna Republika

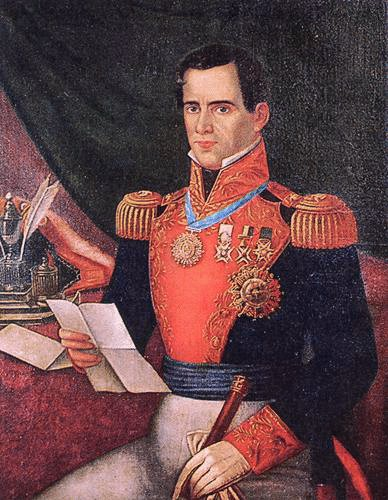
Antonio López de Santa Anna

Meksyk nie był przygotowany do istnienia jako samodzielne państwo. Wojna domowa zniszczyła ekonomię i doprowadziła do naruszenia kruchej równowagi społecznej. Przychody z podatków spadły do zastraszająco niskiego poziomu. Ponadto w kraju niewiele było osób, które miałyby jakiekolwiek doświadczenie polityczne. Lokalne elity sprzeciwiały się wszelkim próbom centralizacji kraju. Decyzja o tym jak duże uprawnienia powinien posiadać rząd federalny wymagała czasu, którego Meksyk nie miał. Pierwsza konstytucja ogłoszona w 1824 dawała reprezentantom narodu prawo do wyboru prezydenta oraz wiceprezydenta. W wyniku tego bardzo często dochodziło do zmian rządów a stabilizacja była na dłuższy okres niemożliwa.
W tym czasie elita polityczna Meksyku zaczęła się dzielić na dwa stronnictwa: liberałów i konserwatystów. Konserwatyści opowiadali się za centralizacją kraju (przewidywali możliwość wprowadzenia dyktatury, jeżeli takowa okazałaby się konieczna), chcieli utrzymać wszystkie przywileje kościoła oraz jego nadzór nad edukacją. W skład konserwatystów wchodzili najczęściej duchowni, duzi posiadacze ziemscy, Kreole i wojskowi. Liberałowie opowiadali się za federacją stanów jako najlepszym ustrojem oraz za jak najmniejszymi uprawnieniami rządu federalnego. Chcieli także ograniczenia władzy kościoła oraz przeprowadzenia gruntownych reform społecznych.
Przywódcą liberałów stał się dawny powstaniec – Vicente Guerrero, który został wybrany na prezydenta w 1829, ale niedługo potem został zamordowany w 1831 przez siły konserwatystów pod dowództwem Anastasia Bustamantego. Od tego czasu zapanowała anarchia, powtarzające się zamachy zdawały się nie mieć końca. Taki stan rzeczy został ukrócony dopiero w 1833, kiedy Antonio López de Santa Anna został wybrany na prezydenta. Santa Anna – człowiek, który wcześniej poprowadził udaną rewoltę w celu obalenia Iturbidego i krótkotrwałego ustroju monarchicznego (cesarstwa) był człowiekiem bardzo przebiegłym i egoistycznym, który nie cofał się przed żadnym krokami, aby tylko utrzymać się przy władzy. Krótko po tym jak objął urząd najwyższej głowy państwa Meksyk został wplątany w konflikt z osadnikami amerykańskimi na terytorium Teksasu.

## Utrata Teksasu

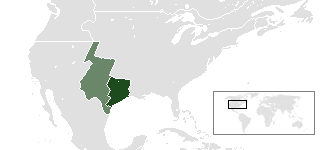
Republika Teksasu

Na początku XIX w. Teksas był bardzo rzadko zaludnionym obszarem, na którym funkcjonowała jedynie szczątkowa administracja (Teksas był wtedy częścią prowincji Coahuila). W 1820 Amerykanin Moses Austin otrzymał prawo do sprowadzenia nowych osadników na te tereny. Austin niedługo potem zmarł, ale jego dzieło kontynuował jego syn Stephen F. Austin, który otrzymał zgodę na kontynuację projektu w 1821. W latach 30. XIX w. mieszkańcy Teksasu byli głównie imigrantami z południowych stanów USA. Między rządem meksykańskim a kolonistami zaczęły występować wkrótce pewne spory. Głównym punktem zapalnym było niewolnictwo, które Meksyk zniósł w 1829, a które usiłowali wprowadzić na nowo na te tereny osadnicy. W reakcji na to rząd meksykański zabronił Amerykanom dalszego osiedlania się w rejonie Teksasu.
W 1834 doszło do kryzysu politycznego, w wyniku którego obalono konstytucję z 1824, która ustanawiała Meksyk jako republikę federalną. Nowa „centralistyczna” konstytucja, która pozbawiała stany meksykańskie ich autonomii została wprowadzona w życie w 1836. W reakcji na to w całym kraju wybuchły protesty i głosy oburzenia, ale konserwatyści postawili na swoim i stłumili wszelkie sprzeciwy. Te zaburzenia zachęciły osadników amerykańskich do wystąpienia przeciwko rządowi w 1835. Wydarzenia te są znane jako rewolucja teksańska. Santa Anna zaalarmowany tymi zamieszkami przyjechał na początku 1836 do Teksasu, gdzie jego oddziały pokonały małą grupkę powstańców w Alamo – małej misji franciszkańskiej, która została przekształcona w fort.
Egzekucja ponad 280 Teksańczyków w Goliad na rozkaz Santa Anny sprawiła, że żaden kompromis nie był już możliwy. W bitwie pod San Jacinto wojska Santa Anny zostały sromotnie rozgromione przez powstańców dowodzonych przez Sama Houstona. W bitwie tej Santa Anna został wzięty do niewoli. W maju 1836 Santa Anna podpisał traktat w Velasco. W porozumieniu tym zgodzono się, że wojska meksykańskie wycofają się poza Rio Grande, a Teksas został uznany za niepodległą republikę. Mimo że rząd meksykański nigdy nie pogodził się z suwerennością Teksasu, to nie podejmował żadnych kroków w celu odzyskania tego terenu.
W międzyczasie Teksańczycy wybrali Houstona na pierwszego prezydenta republiki. Ten efemeryczny twór państwowy zakończył wkrótce swój żywot i został zgodnie z wolą jego mieszkańców włączony do Stanów Zjednoczonych.

## Wojna amerykańsko-meksykańska

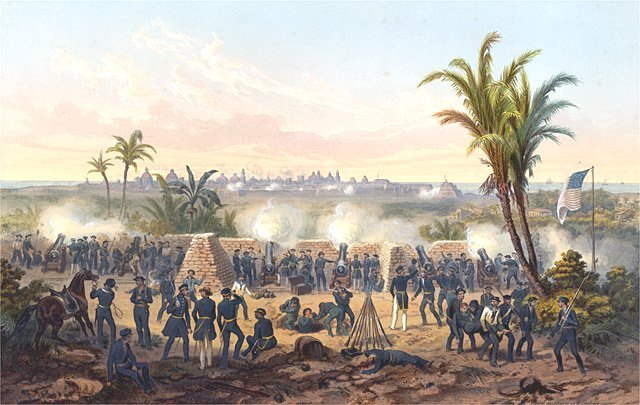
Oblężenie Veracruz podczas wojny amerykańsko-meksykańskiej

W 1845 prezydent Stanów Zjednoczonych James K. Polk wysłał swojego przedstawiciela Johna Slidella na teren Teksasu w celu dokonania pewnych korekt granicznych i załagodzenia sporów tamtejszych osadników z rządem meksykańskim. Slidell otrzymał także pełnomocnictwa do przekonania Meksyku do odsprzedaży USA terytoriów obejmujących Kalifornię oraz Nowy Meksyk. Meksykanie nie chcieli jednak prowadzić z nim jakichkolwiek rozmów. Po niepowodzeniu tej misji gen. Zachary Taylor wraz z oddziałami amerykańskimi udał się do ujścia Rio Grande i ogłosił tę rzekę jako południową granicę Stanów Zjednoczonych. Meksyk, który uważał, że granica przebiega na rzece Nueces uznał posunięcia Taylora za jawną agresję i wysłał wojsko w tamten rejon w 1846. W reakcji na to Polk uznał ruchy armii meksykańskiej za inwazję na USA a Kongres wypowiedział Meksykowi wojnę.
Santa Anna, który wcześniej został obalony w 1844 i wygnany na Kubę został wezwany przez przedstawicieli rządu meksykańskiego do powrotu do kraju, objęcia prezydentury i „uratowania” państwa. Ale nawet „nowy wybawiciel” nie był już w stanie pomóc i armia meksykańska odnosiła porażkę za porażką, a pod koniec roku wojska amerykańskie okupowały już dużą część północnych rejonów kraju. Stolica padła w 1847, a armia meksykańska złożyła broń niedługo potem. Wojnę zakończyło podpisanie w 1848 traktatu w Guadalupe Hidalgo. Ustalono tam, że Rio Grande ma stanowić odtąd granicę między obydwoma państwami a Meksyk utracił ponadto ogromną część swojego północnego terytorium wchodzącego w skład obecnych stanów: Kalifornia, Nevada, Utah, Arizona, Kolorado, Nowy Meksyk i Wyoming.

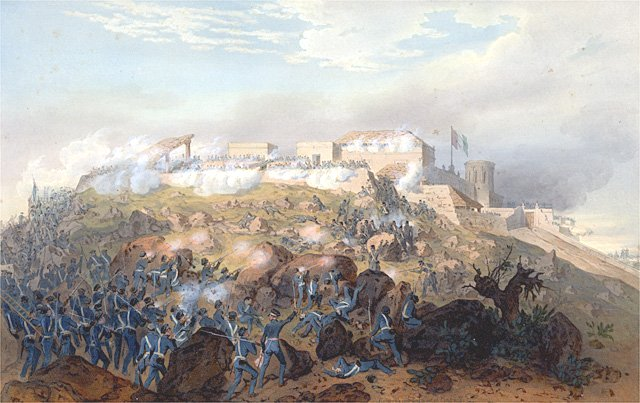
Atak wojsk amerykańskich na twierdzę Chapultepec – gdzie swoje życie za kraj po bohaterskiej walce oddali młodzi kadeci

W czasie tej wojny doszło także do rewolty plemion Majów na półwyspie Jukatańskim przeciwko metyskiej i białej populacji tego regionu. Walki te są też znane jako Wojna kast, która zaczęła się w 1847 i była próbą zakończenia niewolniczej eksploatacji Indian oraz zapobieżenia próbom pozbawienia Majów ich ziemi. Do stłumienia powstania doszło dopiero w 1853 a starcia zmusiły wielu Majów do ucieczki w rejon obecnego stanu Quintana Roo. Ci wschodni Majowie założyli pewnego rodzaju niepodległe małe państwo, które dotrwało na górzystych i niedostępnych terenach aż do 1905 kiedy to armia federalna zdołała ich pokonać.
Głód, choroby, polegli na polach walki, wszystko to sprawiło, że z przedwojennej populacji Majów zginęło co najmniej 30% populacji. Konflikt ten także niekorzystnie wpłynął na przemysł cukrowniczy w południowo-wschodnim Jukatanie i zmusił większość mieszkańców tego rejonu do przeniesienia się na północny zachód. W dodatku pomiędzy Majami a pozostałymi grupami etnicznymi doszło do wybuchu wzajemnej nienawiści, która miała zbierać swoje żniwo w dalszych konfliktach.
Po wojnie ze Stanami Zjednoczonymi Meksyk był całkowicie zrujnowany. Skarb świecił pustkami, reputacja rządu wcześniej bardzo słaba teraz została pogrążona całkowicie. Santa Anna, który po wojnie został zmuszony do odejścia powrócił z wygnania w 1853 i z poparciem konserwatystów ogłosił się dyktatorem. Później w tym samym roku generał sprzedał dolinę Mesilla w północno-zachodnim Meksyku Stanom Zjednoczonym za 10 mln dolarów. Transakcja ta jest znana jako zakup Gadsdena. Porozumienie to miało na celu wyjaśnienie sytuacji granicznej na terenie Nowego Meksyku. Była to ostatnia zmiana terytorium Meksyku, która sprawiła, że Meksykanie poczuli się do końca ograbieni i oszukani przez potężnego sąsiada z północy, a w społeczeństwie zapanowało rozgoryczenie z powodu ustępstw rządu.
Na początku 1854 grupa młodych liberałów wywołała przewrót skierowany przeciwko rządom Santa Anny. Po więcej niż roku zaciętych walk liberałowie wygrali i zmusili Santa Annę oraz jego konserwatywnych popleczników do ucieczki. Juan Alvarez został mianowany tymczasowym prezydentem.

## Interwencja francuska

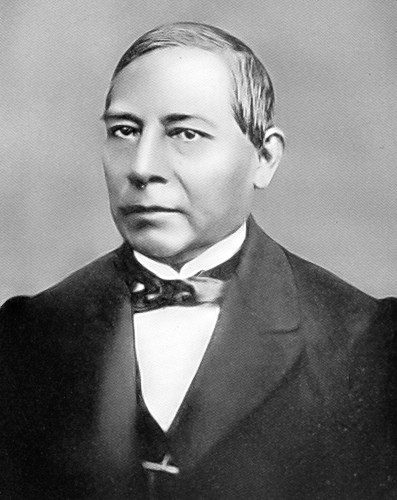
Benito Juárez

Meksyk, który był już przez tak długi czas niestabilny politycznie (praktycznie od początku swojego istnienia), nie miał dane zaznać spokoju także podczas rządów liberałów. Benito Juárez, wybrany na kolejnego prezydenta (pełnił ten urząd w latach 1858–1872), musiał stawić czoła interwencji obcego mocarstwa europejskiego, a mianowicie Francji. Pretekstem do niej były długi, jakie ciążyły na Meksyku, a których spłatę rząd meksykański postanowił zawiesić ze względu na tragiczną sytuacje ekonomiczną. Nastroje podgrzewali też konserwatyści, którzy nie pogodzili się z porażką i przekonali Napoleona III, aby ten pomógł utworzyć w Meksyku monarchię, a na tronie osadził arcyksięcia Maksymiliana Habsburskiego. Francja zamierzała się przy okazji wzbogacić na eksploatacji bogatych kopalń srebra na północnym zachodzie kraju.
Pomimo tego, że armia francuska była jedną z najpotężniejszych w tym okresie, początkowo poniosła porażkę w bitwie pod Pueblą 5 maja 1862. Dzień ten jest obecnie obchodzony w Meksyku jako święto Cinco de Mayo. Jednak jej przewaga była tak duża, że bez problemu dotarła do miasta Meksyk i zmusiła liberałów pod dowództwem gen. Ignacio Zaragozy do opuszczenia stolicy. Maksymilian został osadzony na tronie jako cesarz Meksyku.

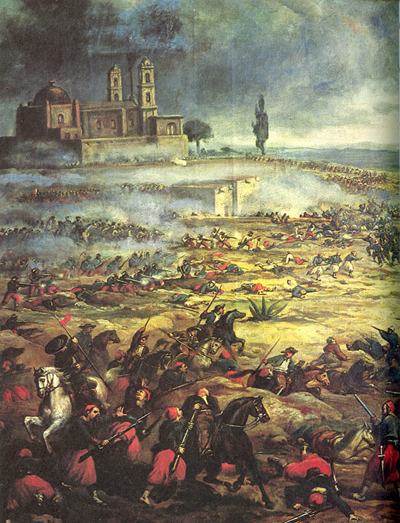
Bitwa pod Pueblą

Maksymilian jak na ironię dla konserwatystów okazał się władcą bardzo liberalnym. Zdecydował, że będzie się dzielił swoją władzą z demokratycznie wybranym Kongresem. Konserwatyści rozczarowani nowym cesarzem zaczęli opuszczać obóz jego zwolenników, a liberałowie nigdy nie zaakceptowali narzuconego siłą monarchy. Oddziały francuskie w Meksyku zaczęły topnieć, ponadto w siłę rosły grupy partyzanckie, a USA, które zakończyły wojnę domową w 1865, groziły interwencją, jeżeli Francuzi pozostaną w Meksyku. Teraz rojaliści znajdowali się w odwrocie. Liberałowie odnieśli znaczący sukces, bo udało się im pojmać Maksymiliana w Cerro de las Campanas (Querétaro). Został on wkrótce stracony.
Podczas walk z wojskami francuskimi cały czas funkcjonował legalny rząd Benita Juáreza, który wyszedł z ukrycia, gdy armia francuska wycofała się z kraju w 1867. Wtedy to z powrotem ustrojem Meksyku stała się republika. Napisano także nową konstytucję. Skonfiskowano olbrzymie posiadłości kościelne (kościół był największym właścicielem ziemskim i posiadał prawie połowę ziemi w Meksyku), ustanowiono cywilne małżeństwa, zabroniono księżom udziału w polityce i dokonano faktycznego rozdziału kościoła od państwa.
Po zwycięstwie liberałów istniała silna opozycja konserwatystów wobec prezydenta Benita Juáreza. Skupił on w swoich rękach dużą część władzy i zamierzał kandydować po raz kolejny na najwyższy urząd w wyborach 1872, przy czym jego rządy zaczęły się stawać coraz bardziej autorytarne i niewykluczone było, że wybory zostaną sfałszowane. Juárez zmarł podczas sprawowania urzędu w 1872; następnie rządy po nim przejął Sebastian Lerdo de Tejada (przewodniczący Sądu Najwyższego). W 1876 Tejada zamierzał stanąć ponownie do wyborów, ale na jego drodze stanął przewrót zorganizowany przez Porfirio Diaza (który jednocześnie ogłosił tzw. plan Tuxtepec). Następnie Diaz we własnym imieniu w 1877 ogłosił się prezydentem.

## Porfiriat (dyktatura Porfirio Díaza)

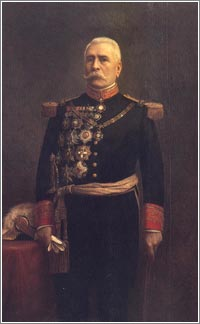
Porfirio Diaz

Porfirio Diaz starał się wykreować siebie w oczach społeczeństwa jako silnego człowieka, który jest w stanie ująć mocną ręką władzę i wprowadzić wreszcie ład i porządek w kraju. Początkowo mogło się wydawać, że tak właśnie będzie, jednak z biegiem czasu Meksykanie (głównie najniższe klasy społeczne) byli coraz bardziej rozczarowani rządami dyktatora. W czasie sprawowania swojej kadencji Diaz postawił przede wszystkim na modernizację i rozwój gospodarczy kraju, które miały być dokonane głównie poprzez ułatwienie napływu kapitałów zagranicznych. Ukończenie budowy narodowego systemu kolei i połączenie jej z koleją amerykańską oraz zachęcanie inwestorów do lokowania swoich inwestycji w Meksyku sprawiły, że zaczęli oni przybywać coraz większym strumieniem do kraju. W 1888 Meksykowi udało się wynegocjować ze swoimi dłużnikami konsolidację wierzytelności, co spowodowało, że ogromny kapitał zaczął pojawiać się w niedoinwestowanej dotychczas gospodarce meksykańskiej. Ponadto zdobyto nowe rynki zbytu dla produktów rolnych oraz surowców naturalnych, zwiększono też areał ziemi pod uprawę. Położono także podstawy pod rozwój przemysłowy kraju.
Koncentracja ziemi w rękach małej liczby posiadaczy ziemskich w czasie rządów Diaza była połączona z procesem zmniejszania się stanu posiadania lokalnych wspólnot. Obszarnicy korzystali z przyzwolenia prezydenta, który ich faworyzował i zagarniali ziemie indiańskie, powiększając swoje i tak już ogromne posiadłości. Wielu bezrolnych chłopów popadało w uzależnienie kredytowe od wielkich posiadaczy ziemskich, którzy stworzyli pewnego rodzaju system permanentnego stanu „służebności” w stosunku do swoich pracowników, którzy nigdy nie mogli wyjść z błędnego koła zadłużenia i byli zmuszani do pracy na plantacjach czy w kopalniach aż do czasu spłaty długu. Nierzadkie były sytuacje, gdy dług ten przechodził z pokolenia na pokolenie i zmuszał biedne dzieci dłużników do praktycznie niewolniczej pracy i odpracowania wierzytelności. Około 1910 roku 90% mieszkańców wsi nie posiadało żadnych nieruchomości.
W okresie porfiriatu doszło do jeszcze większego zróżnicowania majątkowego społeczeństwa. Modernizacja sprawiła, że bogaci stali się jeszcze bogatsi, a biedni popadli w jeszcze większą biedę. Wielu Indian straciło swoją ziemię, a robotnicy rolni nie mieli praktycznie żadnego udziału we wzroście gospodarczym. Wielki kapitał rządził się bezwzględnym prawem zysku, który był osiągany jak najmniejszymi kosztami (na czym cierpieli robotnicy przemysłowi, którzy otrzymywali „głodowe” pensje). Większość pracowników nie słyszała o takich dobrodziejstwach jak płatny urlop, ubezpieczenie na wypadek choroby czy emerytury. Problemy te zostały zauważone dopiero w 1904, kiedy to zostały wprowadzone pewne rozwiązania prawne mające na celu uregulowanie tych kwestii.
Wartość realna płacy w latach 1876–1910 spadła o ok. 20%. Ponadto obniżyła się dramatycznie produkcja rolna na rynek wewnętrzny, bo coraz więcej żywności eksportowano na rynki zagraniczne, ponieważ było to bardziej opłacalne dla wielkich farmerów. Kukurydza i fasola – podstawa wyżywienia najuboższej ludności, musiały być importowane. W kraju coraz częściej dochodziło do zamieszek spowodowanych brakiem podstawowych produktów żywnościowych dla najbiedniejszych oraz zwiększającą się drożyzną większości towarów. To zmusiło rząd w 1905 do rozpoczęcia sprzedaży subsydiowanej żywności. W 1909 w mieście Meksyk istniało 50 sklepów, które sprzedawały dotowane towary.
Niezrównoważony rozwój gospodarczy był tylko jednym z wielu problemów, które istniały w okresie porfiriatu. Diaz nie liczył się w ogóle z potrzebami socjalnymi społeczeństwa, nie rozumiał wcale problemu szkolnictwa. Faworyzował także kościół i ignorował politykę sekularyzacyjną, zapoczątkowaną w 1859. Takie rządy doprowadziły w końcu do tego, że władza ostatecznie przeszła ze szczebla centralnego w ręce lokalnych elit. Mimo że wybory przeprowadzano na wszystkich szczeblach, były one praktycznie bez znaczenia. Tylko grupa kandydatów miała zagwarantowane zwycięstwo bez względu na rozkład głosów. Prezydent przy obsadzaniu urzędów kierował się głównie lojalnością ludzi, a nie ich rzeczywistymi kwalifikacjami.

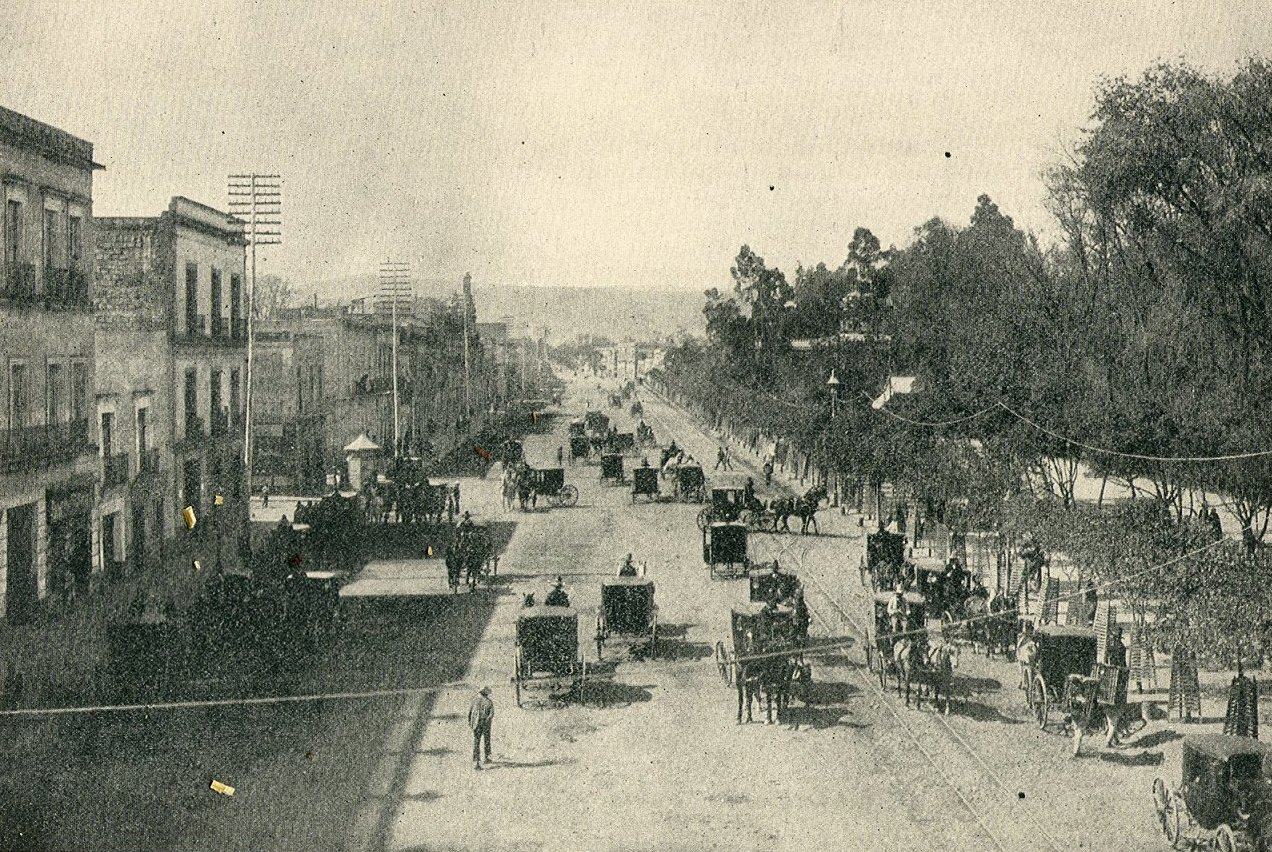
miasto Meksyk – hiszp. Ciudad de México w 1890

Niezadowolenie i duch buntu zaczęły się rozlewać po całym kraju. Wielu robotników sympatyzowało z takimi ludźmi jak np. Ricardo Flores Magón, dziennikarz, który założył opozycyjną gazetę Regeneración. Czasopismo to zostało zamknięte już po roku działalności, a Flores Magón aresztowany. Mimo tego nie zaprzestał on dalszej krytyki tyranii rządów Diaza w innych dziennikach. To sprawiło, że rząd zakazał mu prawa do jakichkolwiek publikacji na terenie Meksyku. W 1904 Flores Magón wznowił działalność zamkniętej wcześniej Regeneración na terytorium Teksasu. Ataki tego zaciekłego wroga porfiriatu wpłynęły na postępowanie takich przyszłych działaczy rewolucyjnych jak Emiliano Zapata (w stanie Morelos) i Felipe Carillo Puerto (na Jukatanie).
Diaz, obawiając się coraz większego niezadowolenia społecznego, postanowił, że pozwoli na udział kandydata opozycji w wyborach w 1910. Kandydatem opozycyjnym, wysuniętym przez liberałów, był Francisco I. Madero. Okazało się jednak, że były to obietnice bez pokrycia, bo Madero został aresztowany, a Diaz „wygrał” bez problemu. Po uwolnieniu z więzienia Madero uciekł do San Antonio w Teksasie, gdzie ogłosił wybuch powstania przeciwko Diazowi. Jego pierwsze wezwanie do broni spotkało się z bardzo nikłym odzewem, ale pewne grupy zbrojne zaczęły się zbierać w całym Meksyku. Ten mały ruch wkrótce przerodził się w potężną siłę, a Madero znalazł się niespodziewanie na jego czele. Diaz ustąpił ze stanowiska 25 maja 1911 i udał się na stałe na wygnanie do Europy.

## Rewolucja

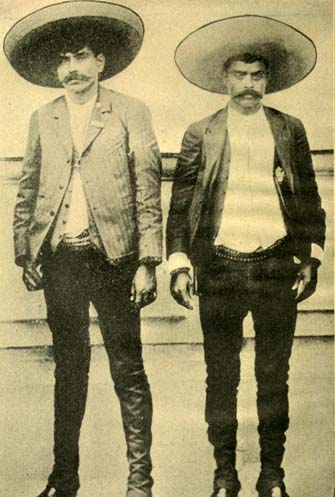
Emiliano Zapata i jego brat

Madero objął urząd mając jedynie nikły plan postępowania na najbliższy okres rządów. Jako bogaty człowiek z północy chciał jedynie przeprowadzić pewne reformy, a nie rewolucję. Radykalne grupy, które pokładały w nim pewne nadzieje, wkrótce głęboko się rozczarowały. Emiliano Zapata zrozumiał, że Madero nie ma żadnego interesu w tym, aby przeprowadzić jakieś głębsze zmiany. Kiedy Madero przyjął umiarkowaną politykę stosunku do reformy ziemskiej, Zapata zareagował na to ogłoszeniem powstania i ogłosił tzw. plan Ayala w listopadzie 1911. Proklamacja ta zawierała żądanie natychmiastowego przekazania ziemi chłopom. Na północy dotychczasowi zwolennicy Madera dowodzeni przez Francisco Villę (zwanym Pancho Villa) poczuli się zdradzeni i również wystąpili przeciw prezydentowi.
Wielu obawiało się, że Madero nie kontroluje już sytuacji w kraju. Ruch przeciwko prezydentowi i próby zamachu stanu podzieliły naród. Dowódca armii rządowej Victoriano Huerta przejął kontrolę nad miastem Meksyk i został tymczasowym prezydentem w lutym 1913. Cztery dni po objęciu władzy Huerta zamordował Madero. Nowy prezydent próbował porozumieć się z Zapatą, który mu jednak nie ufał i walki pomiędzy wojskami rządowymi a powstańcami trwały. Trzecią grupą, która oprócz Zapaty i Villi stawiała opór oddziałom federalnym (głównie w stanie Coahuila), byli tzw. konstytucjonaliści, dowodzeni przez Venustiano Carranzę.
USA odmówiły uznania rządu Huerty, motywując to bezprawnym przejęciem przez niego władzy. Zgodnie z rozkazami prezydenta Wilsona, marynarka wojenna Stanów Zjednoczonych zajęła port w Veracruz, aby odciąć armię Huerty od dostaw broni. W wyniku tego w całym Meksyku wybuchły gwałtowne protesty antyamerykańskie, niemniej jednak Huerta zrezygnował ze sprawowania władzy w lipcu 1914.
Ustąpienie Huerty spowodowało podział rewolucjonistów na zwalczające się frakcje. Villa i Zapata wywierali nacisk na przeprowadzenie radykalnych reform społecznych oraz podział ziemi obszarników, podczas gdy Carranza przez reformy rozumiał jedynie drobne zmiany polityczne. Dwaj chłopscy przywódcy postanowili więc połączyć siły przeciwko Carranzie. W grudniu 1914 ich oddziały okupowały już stolicę i miasto Puebla. Dowódca wojsk Carranzy – Álvaro Obregón zmusił jednak rebeliantów do wycofania się z miasta Meksyk i wkrótce panował już nad większością terytorium kraju.

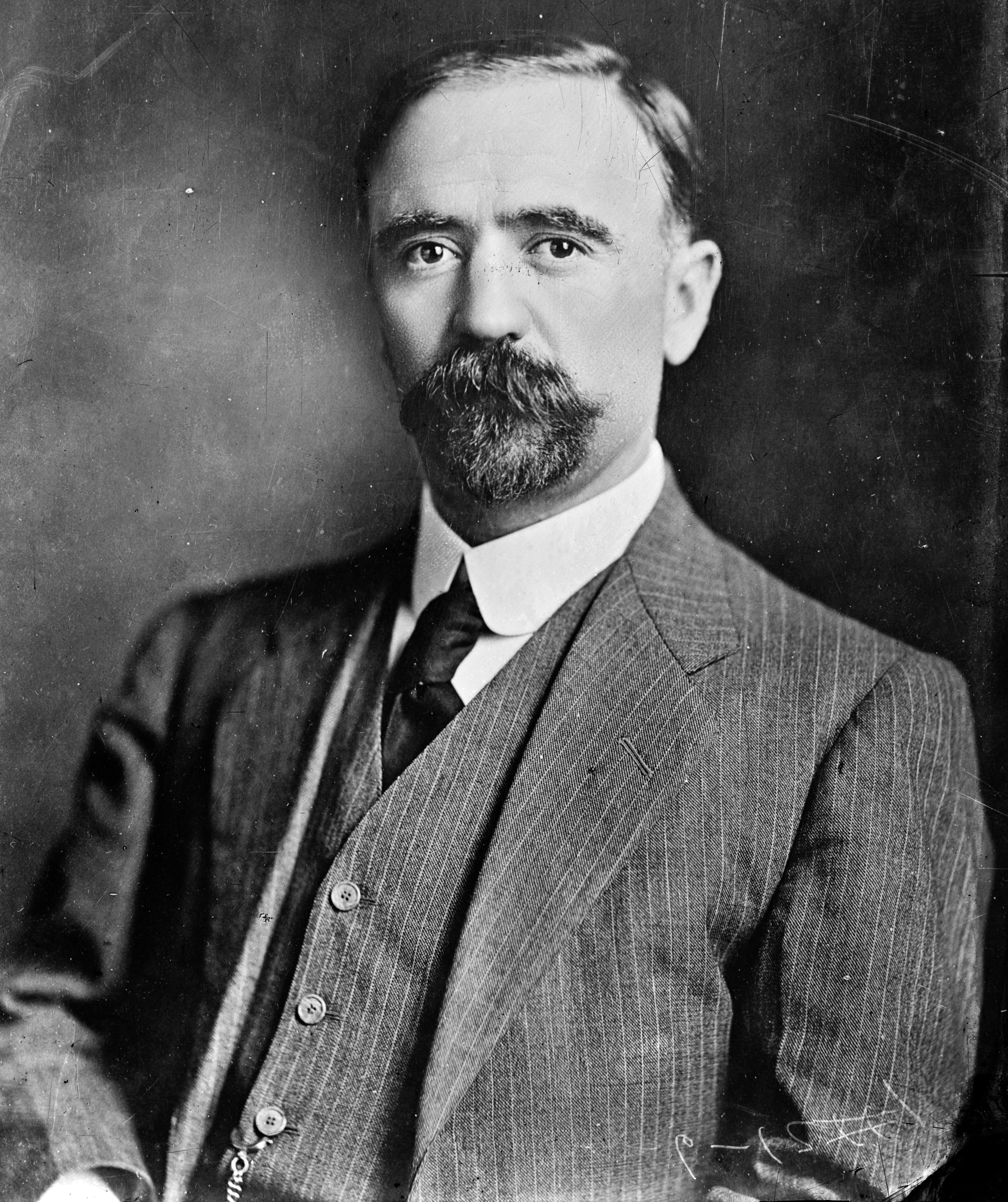
Francisco Madero

Jako przywódca konstytucjonalistów Carranza został tymczasowym prezydentem w 1914. Jego pierwsze poczynania były bardzo przebiegłe, mianowicie rozpoczął akcje zaczepne na granicy amerykańsko-meksykańskiej (wina miała spaść na rebeliantów, pod których się podszywano) w tym celu, aby USA uznały go za legalnego prezydenta. Carranza twierdził, że nie może kontrolować rozwoju wypadków na granicy dopóty, dopóki Stany Zjednoczone nie będą go uważać za realnie sprawującego władzę. Meksykańscy powstańcy zaatakowali w tym czasie ranczo na pograniczu, ograbili pociąg i brali udział w innych aktach przemocy, zabijając więcej niż 100 ludzi (wszystko to było bardzo na rękę Carranzy, który zyskiwał dobre argumenty przemawiające za tym, aby został uznany przez inne państwa). W sierpniu 1915 komisja, w skład której wchodziło 8 krajów latynoamerykańskich i Stany Zjednoczone, stwierdziła, że rząd Carranzy jest jedyną legalną władzą na terytorium Meksyku, Carranza wreszcie mógł się cieszyć z osiągnięcia wcześniej zamierzonego celu. W reakcji na to wszyscy rebelianci z wyjątkiem Pancho Villi złożyli broń.
W marcu 1916 Villa wysłał swój oddział do Columbus w Nowym Meksyku, prawdopodobnie po to, aby wykazać, że Carranza nie kontroluje sytuacji w północnej części kraju. Akcja ta miała na celu sprowokowanie USA i być może nałożenie embarga na handel bronią z Meksykiem, co pozbawiłoby wojska rządowe zaopatrzenia. W reakcji na to Stany Zjednoczone wysłały ekspedycję karną pod dowództwem gen. Pershinga, która deptała awanturnikom Villi po piętach przez ponad rok, lecz nie zdołała ich pokonać.

### Konstytucja 1917
Carranza w 1917 zwołał konwencję konstytucyjną, która miała się odbyć w Querétaro. Wielu delegatów podzielało opinię Carranzy, że krajowi są potrzebne jedynie reformy polityczne, natomiast w zakresie reform społecznych czy gospodarczych zamierzano przeprowadzić jedynie kosmetyczne zmiany. Ich przeciwnicy żądali gwałtownych reform socjalnych. W rezultacie doszło do opracowania projektu konstytucji, która była bardziej radykalna, niż tego chciał prezydent.

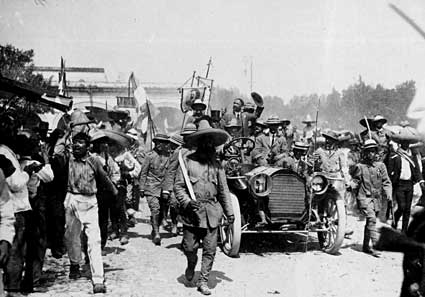
Madero wkraczający do Cuernavaca 12 czerwca 1911

Nowa konstytucja wprowadzała możliwość uchwalenia kodeksu pracy, który przewidywał prawo pracowników do organizowania strajków. Stanowiła także, że wszystkie surowce naturalne oraz ziemia są dobrem narodu. Postanowienie to miało na celu ograniczenie udziału kapitału zagranicznego w przemyśle wydobywczym i górnictwie oraz na terenach rolnych. Było to oczywiste zakończenie polityki okresu porfiriatu, polegającej na zachęcaniu obcych inwestorów do lokowania kapitału w kraju. Konstytucja zabraniała każdemu prezydentowi startowania w kolejnych wyborach po zakończeniu sprawowania urzędu (realizacja hasła no reelección), wprowadzała ograniczenia w prawie kościoła do posiadania ziemi, zwracała także wspólnotom indiańskim wcześniej zagrabione terytoria. Wiele z przepisów tego aktu jak na ówczesne czasy było bardzo postępowych. Konstytucja mocno ograniczała rolę kościoła katolickiego i kładła podwaliny pod nacjonalizację przemysłu petrochemicznego przeprowadzoną w 1938. Kreśliła także drogę do reformy rolnej, która miała trwać od wczesnych lat 20. XX w. aż do 1940.
Carranza, wybrany prezydentem w 1917, nie przejmował się konstytucją i wiele z jej postanowień było martwymi przepisami. Wprawiało to w niezadowolenie osoby pragnące radykalnych zmian. W 1920 trzech generałów – Plutarco Elías Calles, Álvaro Obregón i Adolfo de la Huerta zbuntowało się przeciw Carranzie, który został w końcu zabity w zasadzce w czasie jego ucieczki do Veracruz. Jego następcą w 1920 (po krótkich tymczasowych rządach de la Huerty) został Álvaro Obregón.
Obregón zamierzał w końcu ukrócić nieustającą przemoc, odbudować gospodarkę i przeprowadzić niezbędne reformy społeczne, aby zadowolić najuboższą ludność. To dopiero on zapoczątkował wprowadzenie w życie reformy rolnej (przekazał wspólnotom indiańskim milion hektarów ziemi państwowej, ale nie nacjonalizował latyfundiów), utworzył ministerstwo oświaty i uruchomił także szkoły wiejskie. Niekorzystną stroną jego rządów była wszechobecna korupcja. Obregón zabiegał także o poparcie USA; w 1923 zgodził się na arbitraż i rozpatrzenie roszczeń amerykańskich przedsiębiorstw naftowych. Stany Zjednoczone w zamian za to poparły Obregóna w walce przeciwko spiskowcom, usiłującym forsować na urząd prezydenta gen. Adolfo de la Huertę.
Obregón skutecznie podporządkował sobie wojsko i w 1923 doprowadził do zamordowania Pancho Villi. W tym samym roku przeciw prezydentowi wybuchł bunt części armii, ponieważ na swojego następcę Obregón wybrał Plutarco Elíasa Callesa, którego część środowisk uważała za zbyt radykalnego. Bunt został stłumiony, a Calles został prezydentem.

## Prezydentura Callesa (Maximato)

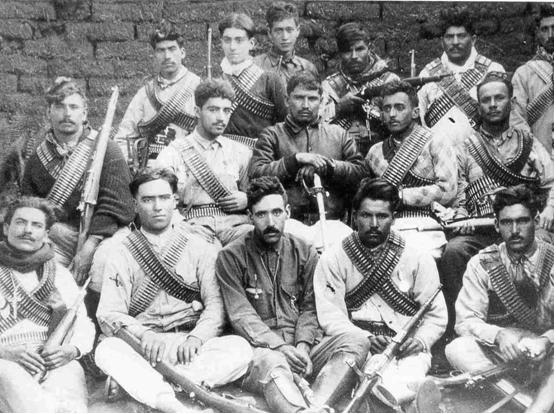
Cristero

Calles kontynuował politykę Obregóna w zakresie reformy rolnej i edukacji, obciął także fundusze na wojsko, aby zapewnić środki na realizację reform społecznych. Uzdrowił meksykańskie finanse publiczne oraz opracował program rozwoju szkolnictwa. Udało się mu także zakończyć spór z amerykańskimi firmami naftowymi. Jednak wdrażając antyreligijne reformy, Calles napotkał zdecydowaną opozycję i relacje pomiędzy kościołem a rządem stały się bardzo napięte. Kościół sprzeciwiał się sekularyzacji szkół podstawowych, rejestracji księży i likwidacji 73 klasztorów.
W 1926 dalsze antyreligijne działania władz spowodowały wybuch chłopskiego powstania tzw. Cristiady przeciwko antykościelnej polityce rządu. Wzburzeni chłopi atakowali żołnierzy i urzędników, na opanowanych terenach organizując własną armię i administrację. Stany Jalisco, Michoacán, i Colima znalazły się w stanie konfliktu. Konflikt został załagodzony 21 czerwca 1929 dzięki mediacji Dwighta W. Morrowa – amerykańskiego ambasadora w Meksyku. Rząd zgodził się na zniesienie niektórych najbardziej antykościelnych zarządzeń. W walkach zginęło 90 tysięcy osób.
Kolejny kryzys polityczny został wywołany zabójstwem Obregóna 17 lipca 1928, zamordowanego przez studenta seminarium duchownego podczas kolacji, na której świętował ponowne wybranie go na urząd prezydenta. Calles znalazł rozwiązanie mające załagodzić sytuację. Mianowicie zamierzał sprawować rządy poprzez marionetkowych prezydentów, którzy mieli być od niego zależni. W tym celu założył Narodową Partię Rewolucyjną (Partido Nacional Revolucionario – skrót: PNR), która później przekształciła się w Partido Revolucionario Institucional (skrót: PRI) znanej jako Partia Rewolucyjno-Instytucjonalna. PRI zdominowała meksykańskie życie polityczne od czasu swego powstania. Calles stał się znany jako niekwestionowany Jefe Maximo (Najwyższy szef) Meksyku, a okres jego rządów poprzez podstawionych i podporządkowanych mu prezydentów jest też znany jako Maximato.

## Rządy Lázaro Cárdenasa (Cardenismo)

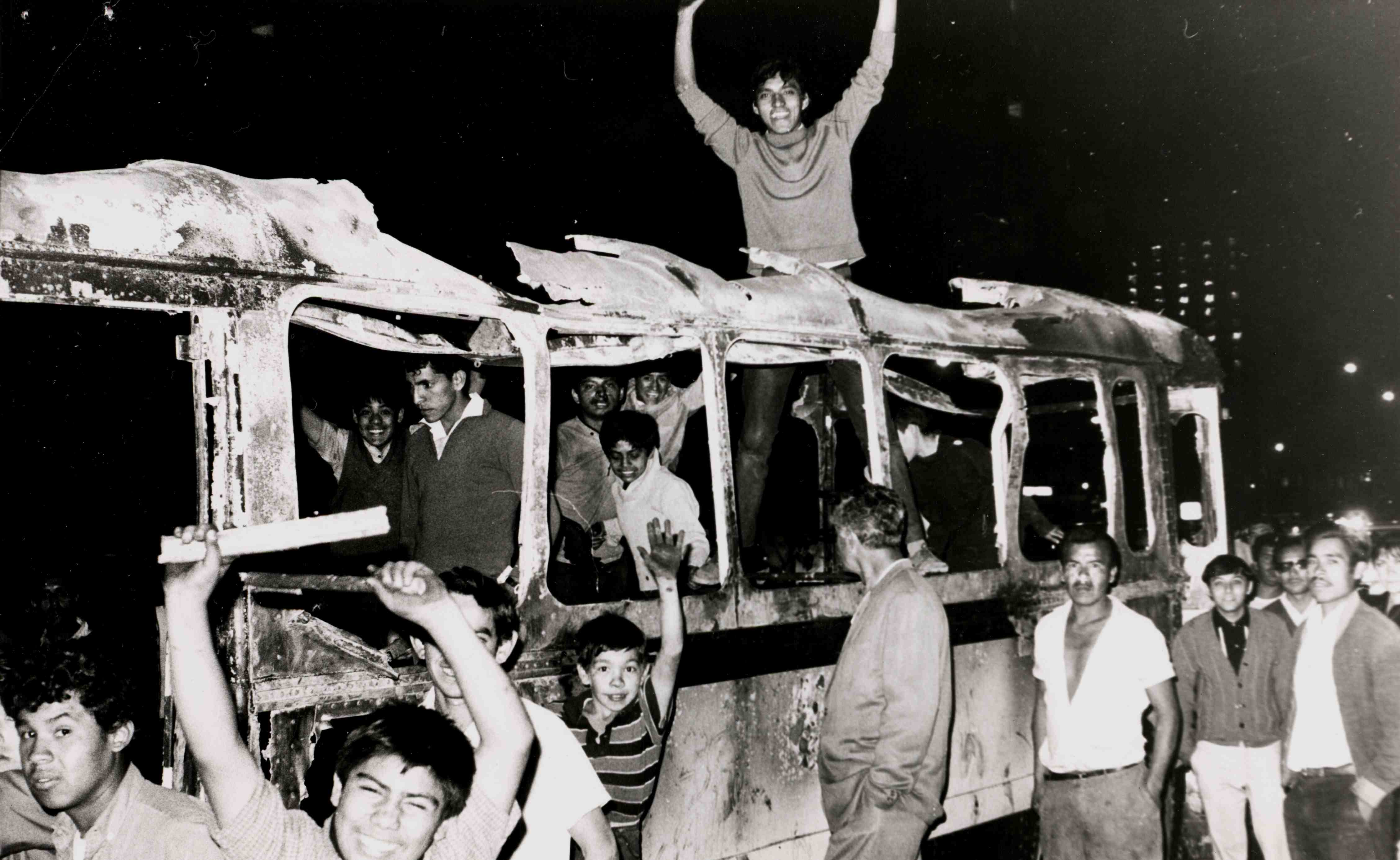
Zamieszki w Tlatelolco

W 1934 Calles wybrał Lázaro Cárdenasa jako kandydata PNR na prezydenta. Cárdenas z łatwością wygrał wybory. Jednak okazało się, że protegowany Callesa jest bardziej niezależny, niż na początku się mu wydawało. Sytuacja taka sprawiła, że Calles, który liczył na łatwe manipulowanie dotychczasowym podopiecznym, musiał się rozstać z pozakulisowymi rządami. Po wyborach Cárdenas zaczął zmniejszać wpływy wojska na życie polityczne, rozszerzył zakres reformy rolnej, która do tej pory była prowadzona z wielkimi oporami. Rozwijał także zakres opieki społecznej oraz szkolnictwo. Kiedy Calles próbował zahamować wprowadzenie w życie tych reform, został wygnany z kraju.
Cárdenas przedstawiał siebie jako rewolucyjnego reformatora i dobrotliwego ojca narodu. Pod koniec jego kadencji jedna trzecia ludności kraju otrzymała już ziemię, która zazwyczaj była zarządzana przez specjalne społeczności-spółdzielnie, zwane ejido. Robotnicy przemysłowi stali się teraz znaczącą siłą polityczną i byli w stanie wywierać skuteczną presję na rząd w celu zwiększenia płac i polepszenia warunków pracy.
W 1936 Kongres meksykański uchwalił ustawę, zgodnie z którą możliwe było wywłaszczenie własności prywatnej, jeżeli tylko było to konieczne ze względu na dobro społeczne i wymagał tego interes narodu. Koleje meksykańskie zostały znacjonalizowane w 1937. W 1938 – po tym, jak zagraniczne firmy naftowe odmówiły wypłaty wynagrodzeń dla swoich pracowników w wysokości ustalonej przez meksykański Sąd Najwyższy – mienie tych przedsiębiorstw zostało przejęte przez rząd meksykański. Rządowa agencja nazywana Petróleos Mexicanos (Pemex) została utworzona w celu zarządzania znacjonalizowanym majątkiem zagranicznych podmiotów. Wywłaszczenie negatywnie wpłynęło na meksykański przemysł petrochemiczny, co było spowodowane bojkotowaniem ropy naftowej z tego kraju przez USA i Wielką Brytanię, które domagały się odszkodowań dla firm z tych państw za mienie, którego zostały pozbawione. Meksyk, poszukując nowych rynków zbytu, został zmuszony do handlu (głównie wymiany barterowej) z III Rzeszą, Włochami i Japonią. Stosunki handlowe z tymi państwami okazały się jednak krótkotrwałe ze względu na wybuch II wojny światowej.
Następca Cárdenasa, Manuel A. Camacho, za główny cel swojej prezydentury uznał rozwój gospodarczy kraju oraz kontynuację reform społecznych. Dla tych, dla których Cárdenas był prawdziwym rewolucjonistą, wybory 1940 oznaczały rzeczywisty koniec długiego okresu przemian zapoczątkowanych obaleniem Diaza. Ávila Camacho zerwał z polityką zajadłego antyklerykalizmu, zastopował także reformę rolną. Meksyk 22 maja 1942 wypowiedział wojnę państwom Osi i podjął bardzo szeroką współpracę z USA. Około 250 tys. Meksykanów służyło w armii amerykańskiej; wielu z nich otrzymało wysokie odznaczenia. Meksykańscy pracownicy i to zarówno rolni, jak i przemysłowi, pracowali w południowo-zachodnich stanach USA na mocy specjalnej umowy znanej też jako tzw. program Bracero.

## Powojenny Meksyk
Miguel Alemán Valdés, wybrany w 1946, był pierwszym od czasów Madera prezydentem Meksyku, który nie miał wojskowego rodowodu. Jego rząd został zasilony szerokim gronem osób wykształconych na meksykańskich uniwersytetach, którzy byli bezpartyjnymi fachowcami. Była to więc poważna zmiana, gdyż wcześniej dużą część kadry politycznej stanowili przedstawiciele armii. W 1947 Valdés złożył wizytę w USA, będąc tym samym pierwszym prezydentem Meksyku, który odbył taką podróż. Kładł on także duży nacisk na rozwój przemysłu i nowoczesnych metod gospodarowania w rolnictwie, zachęcał również zagraniczny kapitał do przybywania do kraju. Jego rząd prowadził program budowy tam wodnych oraz rozwoju systemu irygacyjnego, co zaowocowało zwiększeniem areału ziemi pod uprawę oraz potroiło ilość wytwarzanej energii elektrycznej.
W tym okresie zaczęła się także kształtować gospodarka o dwoistym charakterze. Jej pierwszą część stanowił przemysł i rolnictwo oparte na dużym kapitale. Z drugiej strony powstawał obraz pracowników bezwzględnie wykorzystywanych i pracujących za bardzo niskie wynagrodzenie. Rozwój gospodarczy skutkował głównie wytworzeniem się nielicznej klasy średniej a duża część społeczeństwa nie miała w nim praktycznie żadnego udziału. Tak więc społeczne rozwarstwienie nadal się pogłębiało. Valdés obiecywał walkę z rosnącą korupcją na szczeblu lokalnym i federalnym, ale jego administracja nie dawała dobrego przykładu, bo sama była skalana wieloma skandalami.
Niezadowolenie i niechęć do skorumpowanego rządu dały owoc w postaci wygranej w wyborach prezydenckich Adolfo Ruiza Cortinesa. W 1952 Cortines rozpoczął walkę z wszechobecnym przekupstwem, co pozwoliło odzyskać rządowi pewien stopień społecznego zaufania, jednak na szczeblu lokalnym łapówki były rzeczą normalną, a załatwienie bez nich sprawy było praktycznie niemożliwe. W 1953 prezydentowi udało się przeforsować w parlamencie ustawę, która dawała kobietom prawo głosu. Z biegiem czasu rząd meksykański zaczął opierać się na wojsku i policji, które musiały stawiać coraz większy odpór wzrastającym protestom i niepokojom społecznym.

## Problemy społeczne

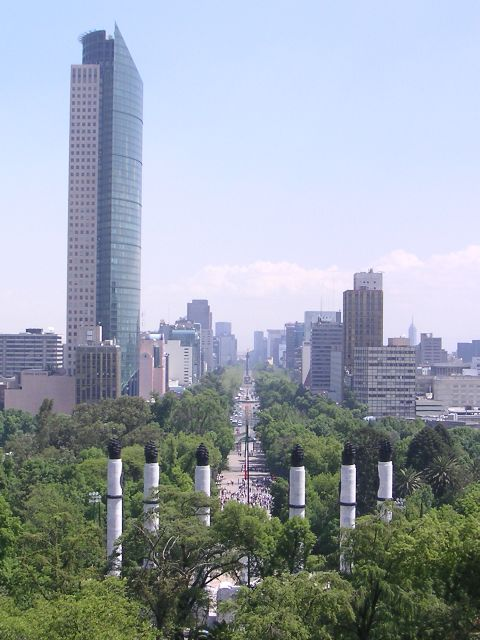
Miasto Meksyk – największe miasto na świecie, jego niebywały rozrost jest efektem eksplozji demograficznej, która ma miejsce od początku II poł. XX w.

Już na początku lat 60. stagnacja doprowadziła do radykalizacji nastrojów. Powstała wówczas nieliczna Ludowa Grupa Guerilli działająca w części stanu Chihuahua. Grupa prowadziła pojedyncze starcia z przedstawicielami służb bezpieczeństwa a ostatecznie rozbita została w bitwie w 1965, w trakcie której brygada partyzancka została rozgromiona przez wojsko.
W latach 60. XX wieku przez kraj przeszła fala protestów studenckich, które wzburzyły także resztę społeczeństwa. Prezydenci Adolfo L. Mateos (1958-64) i Gustavo D. Ordaz (1964-70) nie doceniali stopnia niezadowolenia narodu. Ordaz, który przygotowywał kraj do Igrzysk Olimpijskich w 1968, nie mógł sobie pozwolić na zamieszki i dlatego wzmógł represje wobec wszelkich sił opozycyjnych. 2 października 1968 na plac Trzech Kultur, w dzielnicy Tlatelolco, wyszło około 10 tysięcy studentów, którzy zostali ostrzelani przez policję i wojsko. Co najmniej 325 demonstrantów zginęło, wielu innych zostało rannych, a tysiące zostało aresztowanych. Ta masakra wstrząsnęła krajem, który borykał się z poważnymi problemami gospodarczymi i społecznymi, na które odpowiedzią były strajki studenckie.
Wydarzenia w Tlatelolco doprowadziły do wybuchu tzw. brudnej wojny między rządem a najbardziej radykalnymi ugrupowaniami opozycji. Do zbrojnej, partyzanckiej walki z rządem przystąpiła Partido de los Pobres, grupa odrzucała ideologię marksistowską i komunistyczną, proponując zamiast tego hasła bardziej umiarkowane i lewicowo-chrześcijańskie. Walki między guerillą a rządem rozgorzały w górach w stanie Guerrero. Do Partido de los Pobres wkrótce dołączyły kolejni działacze którzy utworzyli antyrządową Chłopską Brygadę Sprawiedliwości. Grupa została rozbita na początku lat 70.; próbę odrodzenia ruchu partyzanckiego podjęła jeszcze licząca około 400 partyzantów grupa Liga Comunista 23 de Septiembre, która w praktyce rozbita została do końca lat 70.
Niekontrolowana urbanizacja zaczęła się stawać jednym z głównych problemów do rozwiązania w latach 70. XX wieku. Przyrost naturalny w tym okresie osiągnął 3,4%. Między rokiem 1940 a 1970 4,5 mln Meksykanów przeniosło się ze wsi do miast. Około 1975 do miasta Meksyk przybywało każdego dnia 2,6 tysiąca ludzi. Bezrobocie oraz niedożywienie stały się codziennością; ponad połowa ludności nie miała zapewnionej minimalnej liczby kalorii niezbędnej do funkcjonowania. Miasta nie były zdolne do zapewnienia dachu nad głową tak olbrzymiej rzeszy ludzi, która napływała każdego dnia, co powodowało rozrost podmiejskich slumsów. Netzahualcoyotl – największe osiedle slumsów niedaleko stolicy kraju było najbardziej rozległym obszarowo w kraju w latach 70.
Rząd wydał zarządzenia zwiększające płace minimalne oraz rozdał ziemię 9 tys. chłopów. W 1970 Luis E. Álvarez – były minister spraw wewnętrznych, został wybrany na prezydenta jako kandydat PRI. W czasie swojej sześcioletniej kadencji Álvarez krytykował powiększającą się przepaść pomiędzy bogatymi a biednymi państwami i starał się uczynić Meksyk liderem na świecie wśród państw rozwijających się. Przyjął także szereg rozwiązań mających na celu zmniejszeniu wpływu zagranicznych inwestorów na gospodarkę. Starał się rozluźnić więzy gospodarcze i kulturalne ze Stanami Zjednoczonymi. Namawiał Meksykanów do tego, aby przestali naśladować amerykański tryb życia, zawarł także szereg umów handlowych oraz o innym charakterze z Kanadą oraz Unią Europejską i państwami Ameryki Łacińskiej.
Álvarez starał się przypodobać studentom, czyniąc szereg kroków mających zapewnić mu ich poparcie. Nawoływał wszystkich Meksykanów do wspólnej pracy nad zmianami społecznymi i rozwojem gospodarczym. W rzeczywistości populistyczna retoryka, jaką się posługiwała jego administracja, nie łączyła się z żadnymi sensownymi rozwiązaniami. Bogaci Meksykanie nadal czerpali zyski z rozwoju gospodarczego, a sytuacja reszty społeczeństwa pozostawała bez zmian lub nawet pogarszała się.

## Kryzys gospodarczy
W 1976 przy bardzo niskiej frekwencji, spowodowanej rozczarowaniem społeczeństwa wobec polityków, wybory wygrał kandydat PRI José López Portillo y Pacheco. Ten były minister finansów zamierzał wprowadzić bardzo restrykcyjną i oszczędną politykę finansową. Wezwał jednocześnie pracowników do obniżenia swoich żądań płacowych, a przedsiębiorców do wstrzymania się z podnoszeniem cen swoich produktów i jednocześnie do zwiększenia nakładów inwestycyjnych. W stosunkach z zagranicą Portillo doprowadził do polepszenia stosunków z USA.
W połowie lat 70. w Meksyku zapanowała euforia, gdy natrafiono na bardzo obfite złoża ropy naftowej w stanach Campeche, Chiapas, Tabasco i Veracruz. W II poł. lat 70. wydobycie ropy podwoiło się, co pozwoliło Meksykowi na prowadzenie bardziej niezależnej polityki, szczególnie względem USA. Obietnice rządowe dotyczące wspaniałego bogactwa dla narodu z wydobycia surowców skończyły się jedynie na czczych zapowiedziach, a w kraju zapanowała korupcja. Zwiększyło się także do ogromnych rozmiarów zadłużenie zagraniczne państwa. Meksyk pożyczał miliardy dolarów na wysokich odsetkach, oczekując spłaty tych kredytów z wpływów z wydobycia ropy.
Kiedy w 1980 doszło do gwałtownego załamania się cen ropy, Meksyk znalazł się w finansowych tarapatach. Nad krajem zapanowała groźba bardzo głębokiej recesji gospodarczej. Meksyk ogłosił odroczenie spłaty swojego zadłużenia, co spowodowało też zmianę polityki banków międzynarodowych wobec krajów rozwijających się. Stany Zjednoczone dążyły do wydobycia Meksyku z kryzysu i zaoferowały nawet zakup ropy i gazu po cenach wyższych niż rynkowe.
Obydwaj prezydenci, zarówno Portillo, jak i jego następca Miguel de la Madrid Hurtado (1982-88), oparli swój rząd na specjalistach z Uniwersytetu Yale i Harvarda. Podczas rządów de la Madrida starano się poprawić sytuację gospodarczą m.in. poprzez renegocjację olbrzymiego zadłużenia zagranicznego. Meksyk zaakceptował ratunkową pożyczkę z Międzynarodowego Funduszu Walutowego na kwotę 4 miliardów dolarów pod warunkiem zwiększenia podatków, obcięcia wydatków i ograniczenia importu. De la Madrid uruchomił już kolejną z wielu kampanii przeciwko korupcji, którą wiązano ze wzrostem przemytu narkotyków. Gangi osiągały zawrotne wpływy z handlu narkotykami, a nadwyżki lokowały w łapówkach wręczanych policji, wojsku i administracji rządowej. Kilku wysoko postawionych urzędników państwowych łącznie z byłym szefem zarządu PEMEX-u zostało skazanych za korupcję.
Niezaradność i skorumpowanie kolejnych rządów wywodzących się z PRI wywołały w społeczeństwie powszechną złość przeciwko politykom wywodzącym się z tego obozu. Podsyciła ją także nieumiejętna akcja ratunkowa prowadzona przez rząd w 1985 podczas tragicznego trzęsienia ziemi w mieście Meksyk. W kraju narastało przekonanie, że kolejne wybory są po prostu fałszowane przez rządzących. Mimo że PRI pozwalała na funkcjonowanie partii opozycyjnych i ich udział w wyborach to jej ogromne zaplecze finansowe pozwalało zawsze na mobilizację swoich wyborców i wygraną w każdych wyborach. Bardzo częste były przypadki, gdy członkowie PRI płacili za pójście do urn i oddanie głosu na jej kandydatów. Dochodziło także do przypadków zastraszania przez aktywistów PRI osób, które oddawały głos na opozycję.

## Wybory 1988
W 1987 doszło w PRI po raz pierwszy do rozłamu. Tzw. „Demokratyczny nurt” w PRI żądał wewnętrznych reform w partii po to aby była ona zdolna do stawienia czoła umacniającej się opozycji. Wybór Carlosa Salinasa de Gortariego na kandydata PRI w wyborach prezydenckich w 1987 spowodował dalsze pogłębienie się podziału w partii. Cuauhtémoc Cárdenas Solórzano – syn byłego prezydenta został kandydatem w wyborach drugiej części działaczy PRI. Cardenas atakował przede wszystkim program oszczędności budżetowych nałożonych przez Międzynarodowy Fundusz Walutowy, który uważał za główny powód obniżenia standardu życia większości mieszkańców kraju. Żądał także moratorium na spłatę długów zagranicznych. Władze PRI zareagowały na kandydaturę Cárdenasa wyrzuceniem go z partii. Cárdenas w reakcji na to założył lewicowy ruch o nazwie Narodowy Front Demokratyczny. Te wydarzenia spowodowały także wzmożenie nastrojów opozycyjnych w społeczeństwie wobec rządzącej PRI.
W wyborach 1988 oficjalne zwyciężył Salinas, który uzyskał 51% głosów. Wielu niezależnych obserwatorów mówiło o fałszerstwach wyborczych i o rzeczywistym zwycięstwie Cárdenasa. Cárdenas zwyciężył głównie w dużych miejskich okręgach wyborczych, gdzie głosowanie było ściśle nadzorowane i sprawdzane pod względem zgodności z prawem wyborczym. Salinas natomiast większość głosów uzyskał w okręgach wiejskich, gdzie dochodziło do machinacji wyborczych i „błędów” w liczeniu głosów. W wyborach 1988 narodziła się także nowa siła polityczna, która uzyskała duże poparcie w północnym Meksyku. Była to tzw. PAN – Partia Akcji Narodowej. Kandydat PAN wygrał w wyborach na stanowisko gubernatora stanu Baja California. PAN w sojuszu z Narodowym Frontem Demokratycznym zdobyła ok. połowy miejsc w Izbie Deputowanych w wyborach w 1988, co było przejawem zbliżającej się nieuchronnie klęski PRI.
Salinas, mimo że wygrał w niejasnych okolicznościach, okazał się zręcznym politykiem. Udało mu się poprawić sytuację gospodarczą kraju poprzez popieranie eksportu i wolnego handlu z USA, zmniejszył także znacząco galopującą inflację. Administracja Salinasa przyśpieszyła prywatyzację i sprzedała setki firm państwowych. Prezydent pozwolił także amerykańskim firmom naftowym na poszukiwania ropy w kraju po raz pierwszy od czasu nacjonalizacji przemysłu petrochemicznego w 1938.
Prezydentura Salinasa okazała się sukcesem dzięki pobudzaniu handlu zagranicznego. To za sprawą Salinasa w 1991 doszło do podpisania porozumienia o wolnym handlu pomiędzy krajami Ameryki Środkowej. Stąd był już tylko krok do powstania Północnoamerykańskiego Porozumienia Wolnego Handlu (NAFTA), w skład której weszły Kanada, Meksyk i Stany Zjednoczone. Celem tej organizacji było obniżenie barier i innych ograniczeń celnych w handlu między członkami porozumienia.

## Recesja i ruchZapatistas

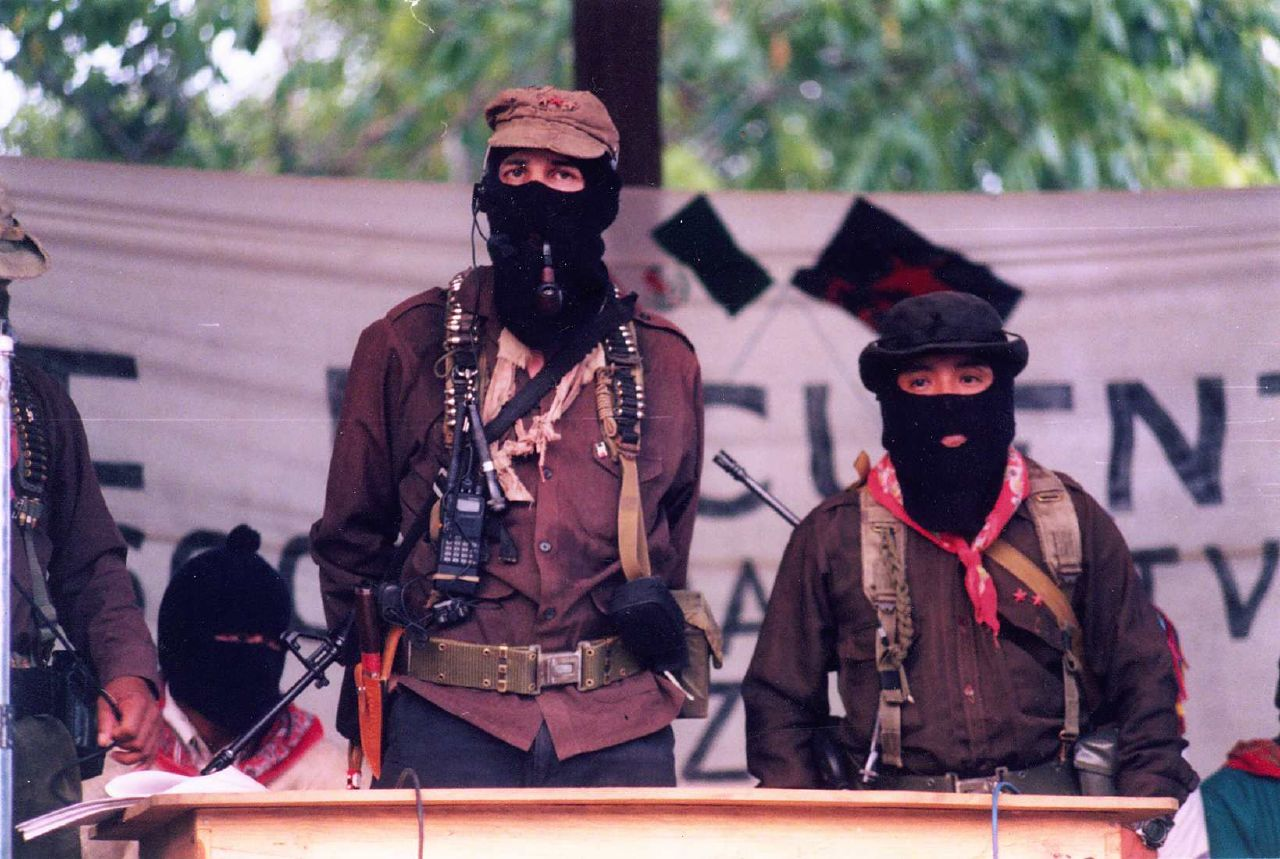
Subcomandante Marcos – formalny przywódca Zapatystowskiej Armii Wyzwolenia Narodowego

W styczniu 1994 doszło do wybuchu powstania w stanie Chiapas, które wywołał ruch o nazwie Zapatystowska Armia Wyzwolenia Narodowego (o hiszpańskim skrócie EZLN). Grupa ta nazywana od Emiliano Zapaty Zapatistas zajęła cztery miasta w południowej części Meksyku i żądała od Salinasa przeprowadzenia reform politycznych i gospodarczych. Jednak wkrótce armia odzyskała większość terenu i doszło do podpisania zawieszenia broni między rebeliantami a rządem.
Wybory 1994 miały dramatyczny w przebieg. 23 marca 1994 Luis Colosio został zamordowany podczas kampanii wyborczej w Tijuanie. Na jego miejsce wystawiono Ernesta Zedillo Ponce de León, który wygrał wybory w dniu 21 sierpnia.
Krótko po wyborach rząd zdewaluował walutę meksykańską. Dewaluacja oraz powstanie zapatystów spowodowały odpływ zagranicznych inwestorów z Meksyku. Rezultatem tego była dramatyczna sytuacja w gospodarce kraju (kryzys tequila), która została nieco poprawiona poprzez wielomiliardową pożyczkę amerykańską oraz natychmiastowe działania Międzynarodowego Funduszu Walutowego. W zamian za pomoc Meksyk obiecał przekazanie części przyszłych zysków z wydobycia ropy.
Sytuację Zedilla pogorszyły jeszcze oskarżenia o korupcję poprzedniej ekipy rządowej Salinasa oraz o jego powiązania ze światem przestępczym. W 1995 prokuratura oskarżyła Salinasa o zaaranżowanie zabójstwa José Francisco Ruiza Massieu – wysoko postawionego działacza PRI. Motywem tej zbrodni miała być zbyt duża wiedza jaką Massieu posiadał o nielegalnym finansowaniu brata byłego prezydenta. Salinas został uznany za winnego w styczniu 1999. Wyrok ten wpłynął bardzo negatywnie na reputację rządzącej PRI.
Niezrażony tym Zedillo zaczął przeprowadzać szereg reform politycznych. W 1995 wymienił cały skład Sądu Najwyższego i wybrał na prokuratora generalnego członka głównej partii opozycyjnej. Zaczął się także proces decentralizacji władzy. Zedillo zdołał też nakłonić zapatystów z ich przywódcą „Subcomandante” Marcosem do przystąpienia do rozmów i szukania politycznego kompromisu.

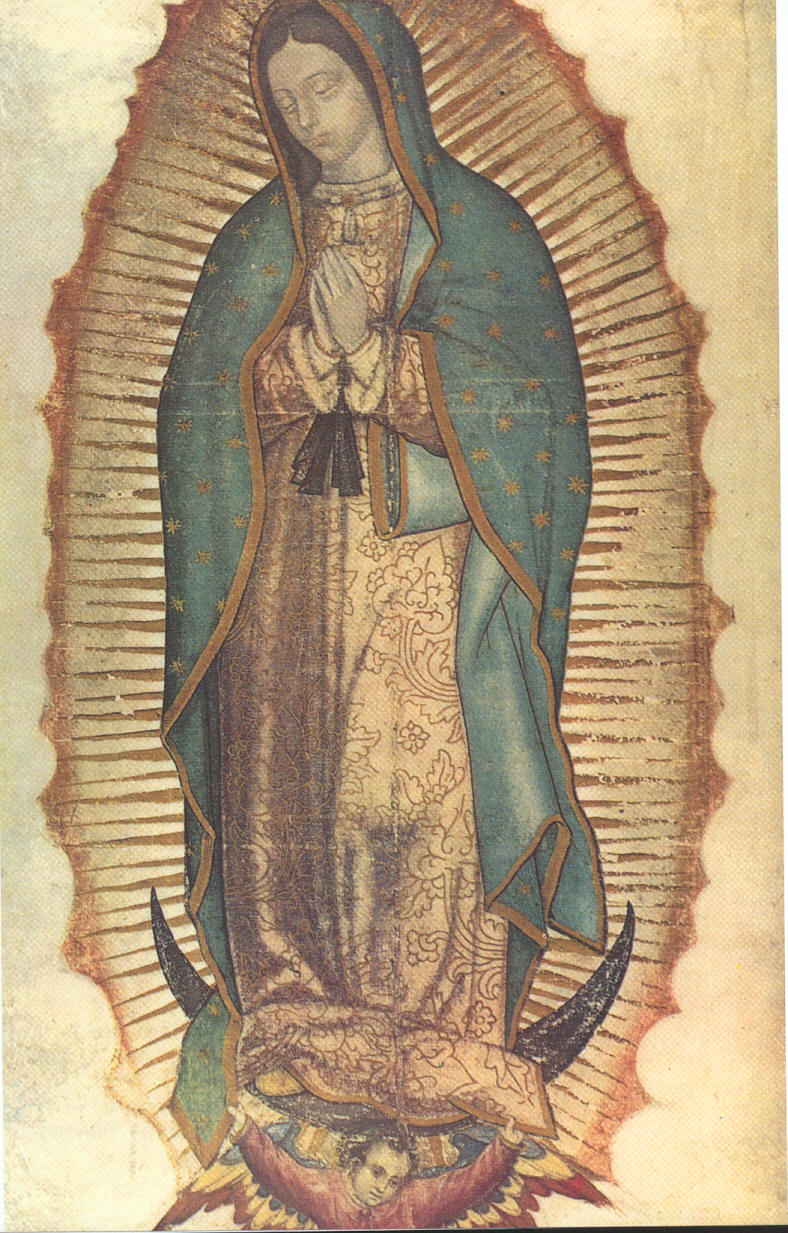
Wizerunek Matki Bożej z Guadalupe – Meksyk jest krajem, w którym katolicy stanowią zdecydowaną większość.

W styczniu 1996 zapatyści ogłosili utworzenie politycznego ramienia swojego ruchu. Jego celem miały być reformy polityczne – ale nie na drodze zbrojnej, tylko w ramach przewidzianych przez konstytucję. W lutym przedstawiciele zapatystów i rządu podpisali pierwsze z sześciu uzgodnień mających na celu spełnienie postulatów, które wcześniej były podawane przez rebeliantów jako powód wybuchu powstania. W wyniku tego porozumienia miano wprowadzić do konstytucji poprawki gwarantujące Indianom odpowiednią reprezentację we władzach i niestosowanie wobec nich wymogu należenia do partii politycznych jako warunku wpisu na listy wyborcze.
W 1996 swoją działalność rozpoczęła grupa partyzantów zwana Ejercito Popular Revolucionario (EPR) – Ludową Armią Rewolucyjną. Pierwsze przejawy działalności EPR miały miejsce w stanie Guerrero, gdzie kilkadziesiąt zamaskowanych i uzbrojonych osób pojawiło się w jednym z miast, aby uczcić pamięć 17 zabitych przez policję rok wcześniej ludzi. Rebelianci nawoływali do obalenia rządu. W sierpniu EPR urządziła kilka równoczesnych ataków na lokalną policję i wojsko w stanach Guerrero, Oaxaca i Puebla, zabijając co najmniej 12 osób.
We wrześniu zapatyści znowu zerwali rozmowy pokojowe, twierdząc, że administracja Zedilla nie dotrzymała wcześniej złożonych obietnic. Żołnierze federalni mieli się też dopuszczać naruszenia rozejmu i niepokoić ich indiańskich zwolenników. Mimo tych wydarzeń pod koniec 1996 Zedillo kontrolował już sytuację w kraju. Drastyczne środki, polegające na obcięciu wydatków socjalnych, pomogły ustabilizować budżet. Cięcia w wydatkach budżetowych dotknęły najbiedniejszą część społeczeństwa, która ucierpiała w wyniku pogarszającej się jakości świadczeń oferowanych przez służbę zdrowia i szkolnictwo. Zdaniem władz niemożliwe stało się m.in. subsydiowanie taniej żywności dla najbiedniejszej części ludności. Program oszczędności realizowany przez ekipę Zedillo spowodował podniesienie wysokości stóp procentowych na kredyty i obniżenie się wartości peso, co doprowadziło wielu przedsiębiorców do upadłości. Jednak dzięki temu, że Meksyk postępował zgodnie z zaleceniami Międzynarodowego Funduszu Walutowego, mógł liczyć na bardziej akceptowalne warunki uregulowania długu zagranicznego. W styczniu 1997 Stany Zjednoczone otrzymały ostatnią ratę spłaty nadzwyczajnej pożyczki, jakiej udzieliły Meksykowi; została ona spłacona 3 lata wcześniej, niż przewidywał to plan pomocy.
W lutym 1997 w Meksyku wybuchła kolejna afera, której głównym negatywnym bohaterem był generał Jesús Gutiérrez Rebollo – szef Narodowego Instytutu powołanego do walki z przestępczością narkotykową. Okazało się, że Rebollo był w zmowie z większością gangów narkotykowych i doskonale z nimi współpracował. Jego aresztowanie wskazywało na głęboki kryzys korupcyjny, który sięgnął najwyższych szczebli administracji Zedilla.
W 1997 PRI utraciła większość w Izbie Deputowanych po raz pierwszy w historii. PRI przegrała także wybory gubernatorskie w kilku stanach, straciła też stanowisko burmistrza stołecznego miasta Meksyk na rzecz Cuauhtémoca Cárdenasa Solórzano z Partii Rewolucji Demokratycznej. Jednak mimo przegranej, PRI została dominującą siłą polityczną w kraju ze względu na spory w łonie opozycji pomiędzy lewicową Partią Rewolucji Demokratycznej oraz prawicową Partią Akcji Narodowej, które uniemożliwiały utworzenie koalicji.
W końcu 1997 w Chiapas znowu wybuchło zamieszanie, kiedy bliżej nieznana grupa paramilitarna wtargnęła do wioski Acteal i zamordowała 45 Indian. Władze aresztowały kilkudziesięciu ludzi powiązanych z tą zbrodnią, łącznie z szefem władz miejskich Acteal – Jacinto Ariasem Cruzem. Wielu oskarżonych, łącznie z Cruzem, było członkami PRI.

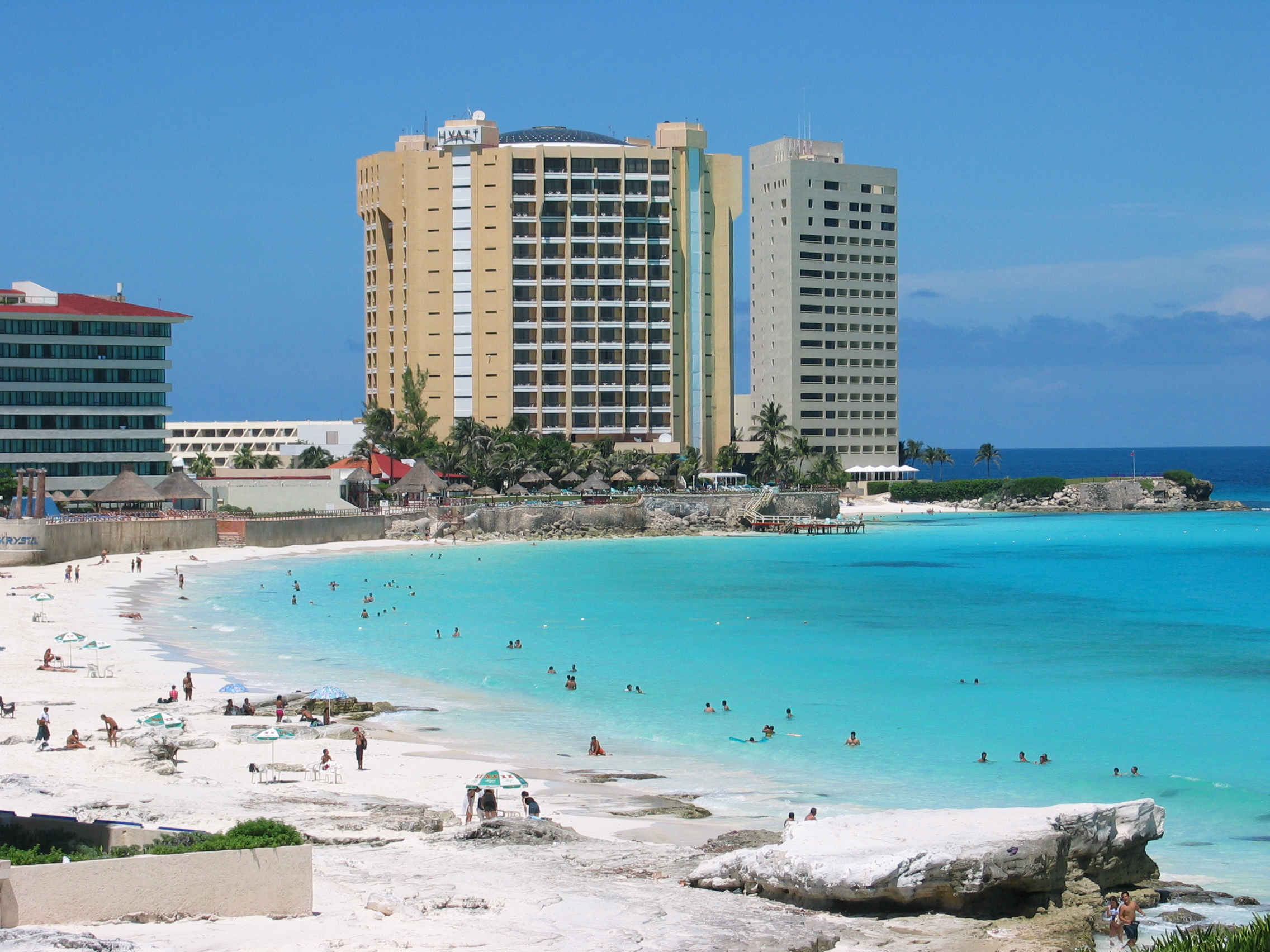
Kurort w Cancun – w ostatnich latach turystyka w Meksyku rozwinęła się na dużą skalę

W styczniu 1998 prezydent zdymisjonował ministra spraw wewnętrznych – Emilia Chuayffeta Chemora, który odpowiadał za negocjacje z zapatystami. Zapatyści oskarżali rząd o sabotowanie wprowadzenia w życie wcześniejszych uzgodnień z 1996. W odpowiedzi na to w marcu Zedillo zaproponował zmianę umowy, co tylko rozsierdziło Marcosa i Indian, którzy stwierdzili, że nowa propozycja osłabiła tylko wcześniejsze porozumienie. W czerwcu biskup Samuel Ruiz Garcia zrezygnował z funkcji mediatora pomiędzy rebeliantami i rządem, oskarżając rząd o opuszczenie procesu pokojowego i prowadzenie kampanii zastraszania jego diecezji.
Mimo że zawieszenie broni nadal obowiązywało, dochodziło wielokrotnie do aktów przemocy na tle kontroli kilku wiosek, gdzie rywalizowały ze sobą władze ustanowione przez zapatystów i rząd. Kilka dni po rezygnacji Ruiza połączone siły policji i wojska w sile 1000 ludzi przypuściły szturm na miasto El Bosque, dokonały aresztowania urzędników ustanowionych przez zapatystów i przywróciły usuniętego wcześniej z urzędu burmistrza.
Niezdolność rządu meksykańskiego do znalezienia sensownego rozwiązania konfliktu czy to w drodze negocjacji, czy zdławienia buntu siłą sprawiła, że w Meksyku na początku XXI w. doszło do zmiany klimatu politycznego. Odkąd międzynarodowa opinia publiczna, w szczególności opinia USA, zaczęła odgrywać coraz większą rolę w polityce krajowej, wytworzyła się presja na utworzenie w Meksyku w pełni demokratycznego systemu politycznego. To sprawiło, że Kongres został opanowany w końcu przez opozycję, doszło też do osłabienia prerogatyw prezydenta. Jednostronne działania władzy wykonawczej, częste w historii tego kraju, nie są już możliwe.
Meksyk obecnie jest w stadium kształtowania się w pełni demokratycznego systemu politycznego. Partie opozycyjne, które do tej pory miały małe doświadczenie w rządzeniu, stoją przed trudnym zadaniem spełnienia oczekiwań społecznych. W dalszym ciągu, ze względu na niejasność zapisów konstytucyjnych, nierozwiązana pozostaje kwestia zakresu władzy wykonawczej w stosunku do władzy ustawodawczej.

## Koniec rządów PRI

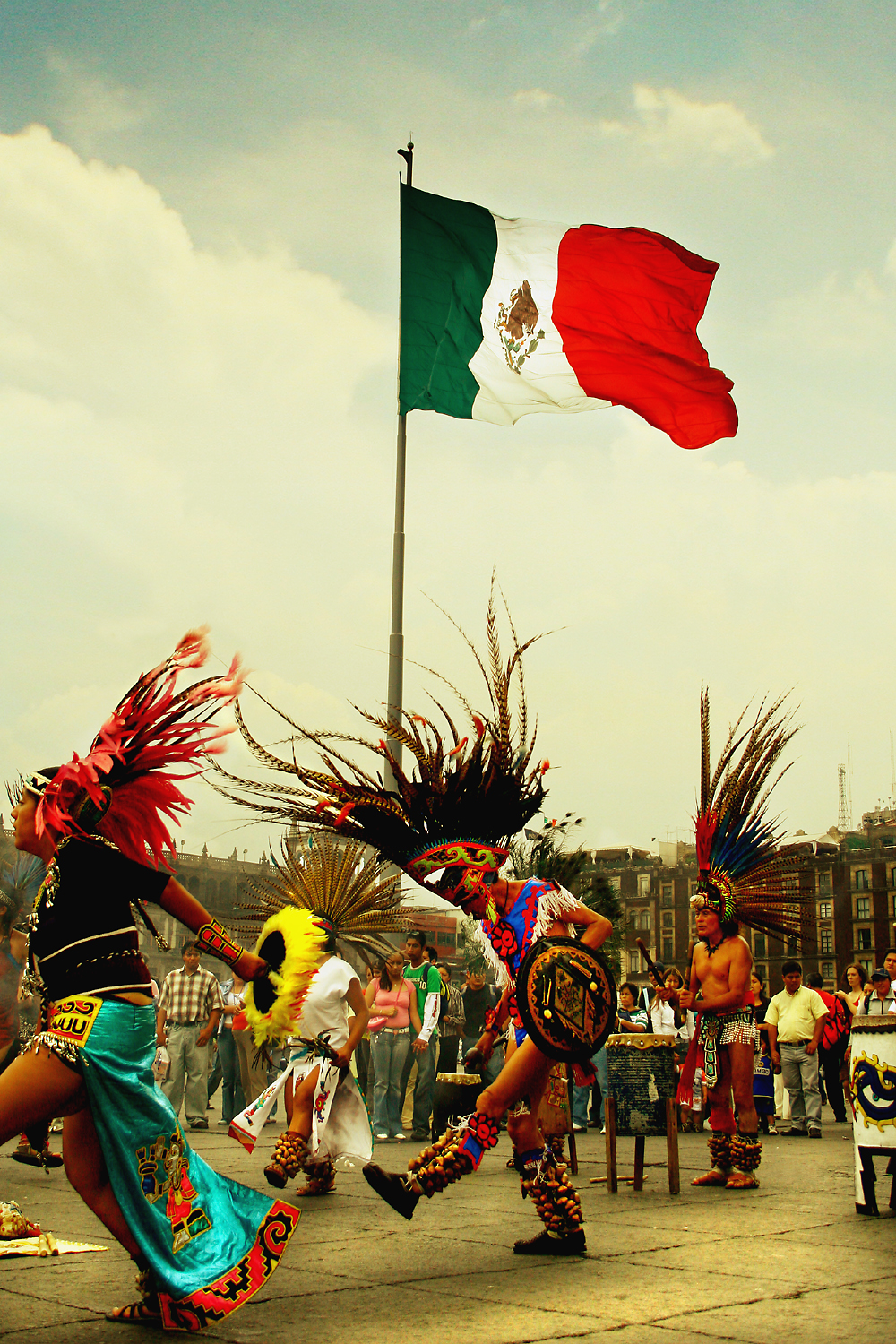
Indianie wykonujący swoje tańce

W 1999 PRI podjęła pierwszą próbę odnowienia swojego, nadszarpniętego aferami i nieudolnością w rządzeniu, wizerunku. Po raz pierwszy w historii tej partii przeprowadzono prawybory kandydata do wyborów prezydenckich. W listopadzie 1999 wyszedł z nich zwycięsko Francisco Labastida Ochoa, który z łatwością pokonał pozostałych trzech kandydatów. W lipcu 2000 prezydentem został wybrany jednak kandydat Partii Akcji Narodowej – Vicente Fox, który zdobył 43% głosów. Była to pierwsza przegrana PRI w wyborach prezydenckich od chwili jej założenia w 1929.
Fox podczas sprawowania urzędu musiał radzić sobie ze słabym poparciem w Kongresie, gdzie jego partia była mniejszością. Obietnice prezydenckie dotyczące rozwiązania problemu partyzantki w „15 minut” i osiągnięcia 7% wzrostu gospodarczego nie zostały dotrzymane.
W jego gabinecie znalazło miejsce wielu członków poprzedniej administracji oraz Partii Rewolucji Demokratycznej. To sprawiło, że PAN nie wspiera prezydenta, mimo że z jej ramienia Fox startował w wyborach. Zasłynął on wieloma kontrowersyjnymi wypowiedziami np. w sprawie możliwości popierania George’a Busha przez prezydenta Wenezueli Hugo Cháveza czy krytyką państw członkowskich Mercosuru.
Polityka ekonomiczna Foksa koncentrowała się na wysiłkach zmierzających ku zdławieniu presji inflacyjnej (inflacja po raz pierwszy od wielu lat osiągnęła postać jednocyfrową), co odbywało się kosztem osłabienia wzrostu gospodarczego. Mniejszy wzrost gospodarczy stał się głównym zarzutem stawianym mu przez lewicowych polityków, ich przeciwnicy argumentują, że przyczyną tego było pogorszenie się koniunktury w Stanach Zjednoczonych, które są głównym partnerem handlowym kraju. Według opinii niezależnych ekspertów bez restrykcyjnej polityki gospodarczej Foksa mogłoby dojść do pogorszenia się sytuacji na rynku pracy i wzrostu bezrobocia. Doszło również do ustabilizowania się kursu dolara względem peso.
Za jego rządów realizowano też specjalny program społeczny tzw. Oportunidades (czyli „Okazja, sposobność”), który w odróżnieniu od podobnych planów w przeszłości nie miał charakteru politycznego (tj. nie był próbą pozyskania nowego elektoratu poprzez „kupowanie” głosów wyborców). Nacisk położono w nim nie na doraźne przekazywanie środków pomocowych, ale na pobudzanie przedsiębiorczości wśród najbiedniejszych. W okresie kadencji Foksa zauważalne stało się także zmniejszenie zakresu ubóstwa.

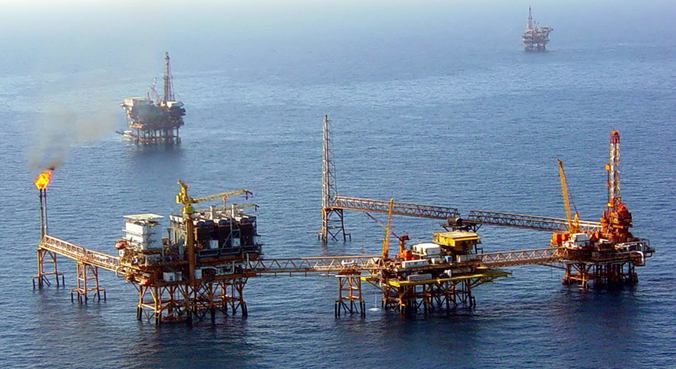
Platformy wiertnicze – ropa naftowa stała się jedną z głównych pozycji w eksporcie Meksyku

Na początku 2005 cieniem na rządach administracji prezydenckiej położyły się zamieszki w więzieniach. 31 grudnia 2004 został zamordowany w ściśle strzeżonym zakładzie karnym La Palma brat zbiegłego z więzienia w 2001 szefa gangu narkotykowego – Joaquína „El Chapo” Guzmána. W styczniu 2005 więzienie La Palma, w którym przebywają najgroźniejsi przestępcy zostało otoczone, a następnie spacyfikowane przez kilkuset policjantów i żołnierzy, gdy okazało się, że więźniowie przejęli nad nim kontrolę. Porządek w więzieniu przywrócono pomimo obecności blisko tysięcznego tłumu demonstrujących pod bramą członków rodzin i przyjaciół uwięzionych handlarzy. Jednak pomimo tego, że za prezydentury Foksa kilkakrotnie wzrosła liczba aresztowanych handlarzy narkotykami, faktyczna bezkarność większości mafijnych bossów oraz częste korumpowanie funkcjonariuszy więziennych i przedstawicieli administracji różnego szczebla przez narkotykowe kartele niezmiennie należą do głównych nierozwiązanych problemów Meksyku.
Ważnym problemem pozostaje nielegalna emigracja Meksykanów do Stanów Zjednoczonych. Na obszarze Teksasu, Nowego Meksyku, Arizony, Kalifornii stanowią oni znaczną część mieszkańców (w niektórych rejonach nawet większość). Ich długotrwały brak asymilacji z resztą społeczeństwa (kultywowanie własnego stylu życia, zachowywanie języka hiszpańskiego) są przedmiotem krytyki wielu polityków amerykańskich. Gwałtowna debata w Stanach Zjednoczonych na temat statusu nielegalnych imigrantów i zaostrzenia kontroli nad Rio Grande w Meksyku również spotyka się z dużym zainteresowaniem.

## Wybory 2006
2 lipca 2006 w Meksyku odbyły się wybory prezydenckie. Po ich zakończeniu w kraju rozgorzała fala dyskusji o prawidłowości liczenia głosów. Meksykański Instytut Wyborczy (IFE) stwierdził, iż za wcześnie podano wstępne wyniki poszczególnych kandydatów. Zwycięzcą ogłoszono konserwatywnego kandydata Partii Akcji Narodowej – Felipe Calderóna, który pokonał swojego kontrkandydata Andrésa Manuela Lópeza Obradora różnicą zaledwie 240 tys. głosów (0,58%). Obrador, startujący z nadania lewicowo-populistycznego „Sojuszu dla Dobra Wszystkich”, zorganizował natychmiast masowe protesty i marsze przeciwko oficjalnym wynikom wyborów.
9 sierpnia, gdy fala protestów i aktów obywatelskiego nieposłuszeństwa nadal przybierała na sile, urzędnicy dokonali ponownego liczenia głosów na polecenie Federalnego Trybunał Wyborczego (Tribunal Electoral del Poder Judicial de la Federación), który orzekł, że „z zebranego materiału dowodowego wynika, iż nieprawidłowości miały miejsce w ok. 9% okręgów wyborczych”. Wbrew żądaniom Obradora nie przeliczono głosów z wszystkich okręgów, a jedynie z 12 tys. okręgów (wobec łącznej liczby 130 tys.). Obrador zapowiedział wówczas walkę i protesty do momentu, w którym Sąd nakaże sprawdzenie wszystkich głosów.
Ostatecznie Federalny Trybunał Wyborczy ogłosił 5 września Felipe Calderóna głową państwa, zweryfikowano także ostateczną przewagę Calderóna nad Obradorem, która z 0,58% zmniejszyła się do 0,56% (233 831 głosów). W swoim orzeczeniu Trybunał stwierdził, iż wprawdzie doszło do zakłóceń w przebiegu wyborów, jednakże nie mogły mieć one wpływu na przechylenie się szali zwycięstwa na stronę jednego z kandydatów. Calderón złożył oficjalną przysięgę prezydencką 1 grudnia 2006, pomimo gwałtownych sprzeciwów partii lewicowych.
Równocześnie z prezydenckimi odbyły się wybory do Kongresu, w których wygrała PAN – macierzysta partia Calderóna, uzyskując 33% głosów.